# 踏切

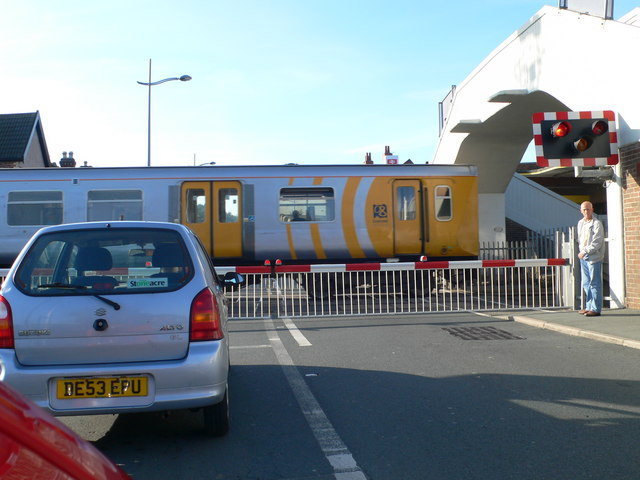
イングランドのマージーサイド州ホイレイクにある踏切とそこを通過する電車

踏切（ふみきり、英: level crossing）とは、鉄道と道路の平面交差。
踏切は、国によって一般的な状態が異なり、オーストラリアの鉄道・道路では踏切の存在を示すだけの道路標識が一般的だが、日本では鉄道車両と自動車・歩行者との事故（踏切障害事故）を防いで安全を確保するため踏切警報機や遮断機が併設されていることが多く、このほかに交通信号機が追加されている個所もある。日本の法令上の名称では、平面交差する道路自体は踏切道といい（踏切道改良促進法など）、併設の保安用設備は踏切保安装置という。
本記事では、「踏切」が指しうる範囲全般、つまり踏切道と踏切保安装置について総合的に解説する。どちらを明示する必要がある場合は「踏切道」「踏切保安装置」と呼び分ける。
日本の踏切は「日本の踏切」節を参照。

## 概要
もともと鉄道と同一の高さで交差する道路（の交差箇所）であり、現在では、それに安全確保用の設備が併設されている場合はその設備も含めて指す言葉である。
踏切は英語圏では地図上では「Level crossing」（※）と表記され、「Over crossing」（※）や「Under crossing」（※）と区別して表記されていることがある。その意味では、立体交差と対比されている概念・用語ということになる。
※ level crossingはもともと「同一の高さの交差（平面交差）」という意味の概念・用語、over crossingは「上を越える交差（オーバーパス）」、under crossingは「下へもぐる交差（アンダーパス）」。
日本では現在、鉄路と道路の交差には平面交差と立体交差があり、もともと「踏切」（「踏切道」の短縮形）は「鉄道を横切る（部分の）道」という意味で、道に焦点をあてて使われている。鉄道と道路が平面交差する箇所を指し、やがてそこに保安設備が設置されることが一般化してからは、鉄道と道路が平面交差する箇所だけでなく、そこに設けられる安全確保のための設備も含めて指すことが増え一般化している。
なお細かいことを言うと、もともと民営鉄道と国鉄（国鉄分割民営化後はJR）では、「踏切」という語が指す範囲が若干異なっていた経緯がある。JRでは「無舗装のものおよび駅構内等でもっぱら職員もしくは旅客の通行または荷物の運搬に供する通路を除く」と定義されており、やや範囲が狭いが、現在他の民間鉄道会社ではそうは定義していないので、このJRの定義を一般的、絶対的と見なすことはできない。
日本で「踏切」と呼ばれるようになったのは1870年代の末頃で、それまでは「横路」や「横切馬車道」などと称されていた。
歴史的には鉄路と道路の交差部分であっても人口密度が低い地域では踏切の設備（踏切保安装置）が設置されることはなかった。また、初期の鉄道では列車の運行本数が少なかったこともあり。踏切に対する鉄道と道路が交差する箇所という意識は高くはなかった。
日本では列車の通行が優先される構造（遮断機はレールと平行）の踏切がほとんどだが、日本国外では鉄路が遮断される構造（遮断機は道路と平行）の踏切も多く存在する。明治時代においては日本も同じ構造であった。現在、鉄路が遮断される形態の踏切は、阪神武庫川信号場（武庫川駅至近）から本線へ出る連絡線上にあるものや、東京メトロ銀座線上野検車区入り口付近に設置されているものなどが挙げられる。ただし、いずれも通過は列車優先である。

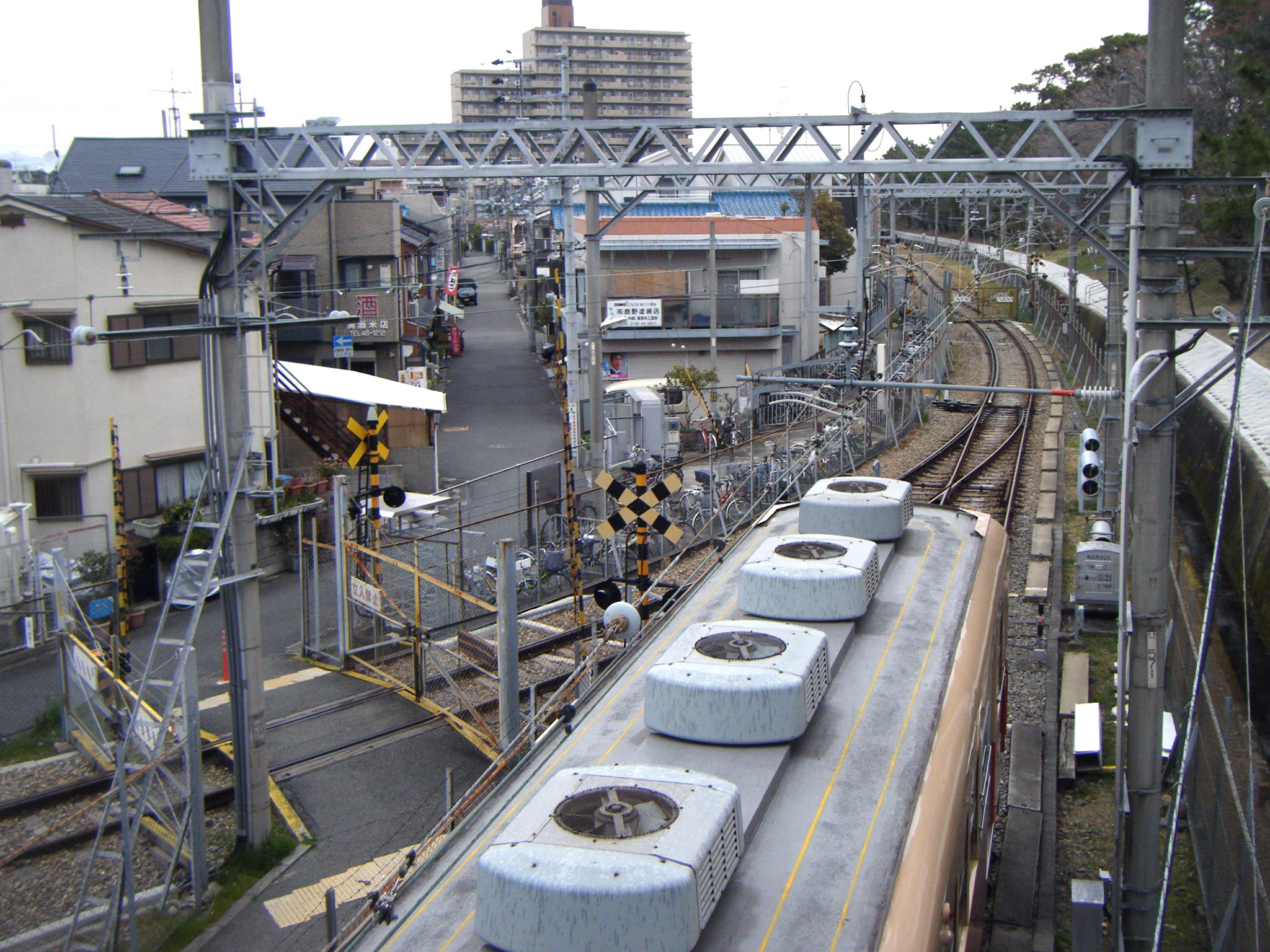
武庫川駅にある踏切。踏切にフェンスがある。
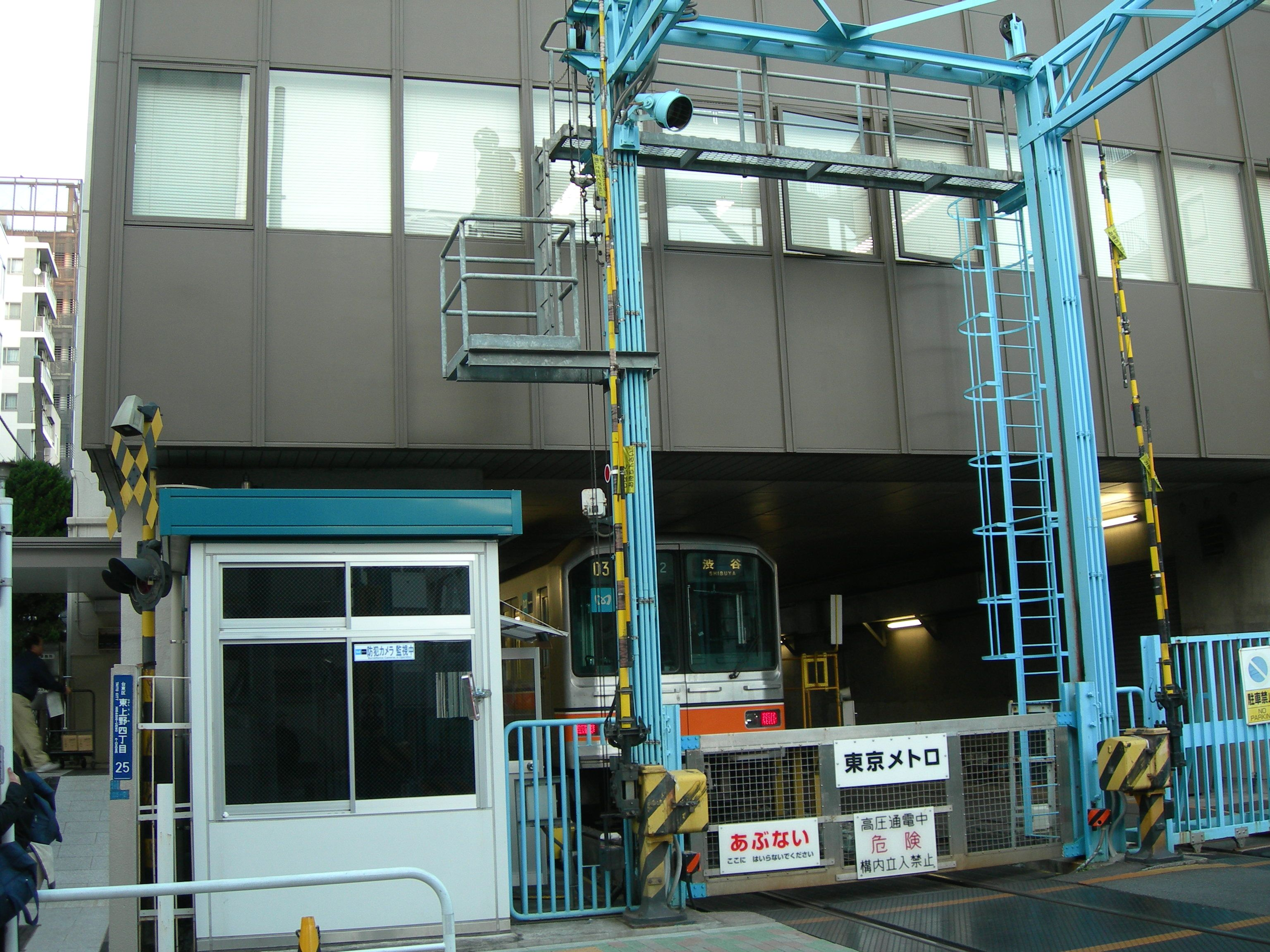
上野検車区入り口付近にある踏切。通常は線路側が仕切られている。
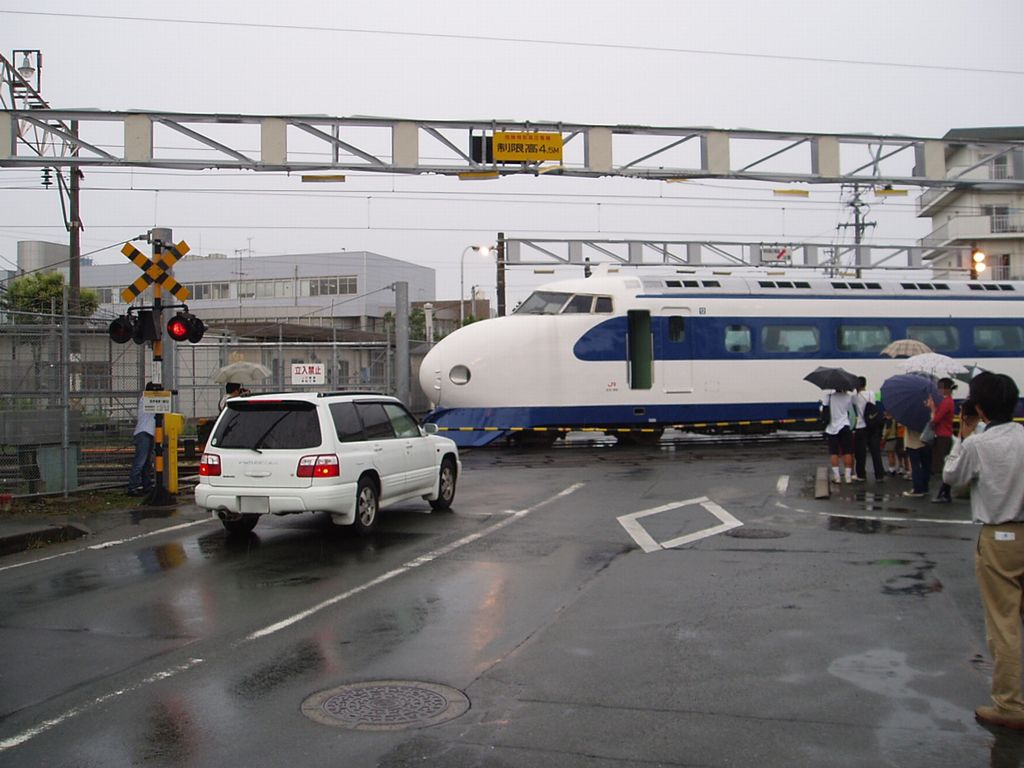
フル規格新幹線車両の通過する踏切（浜松工場入出庫線）。
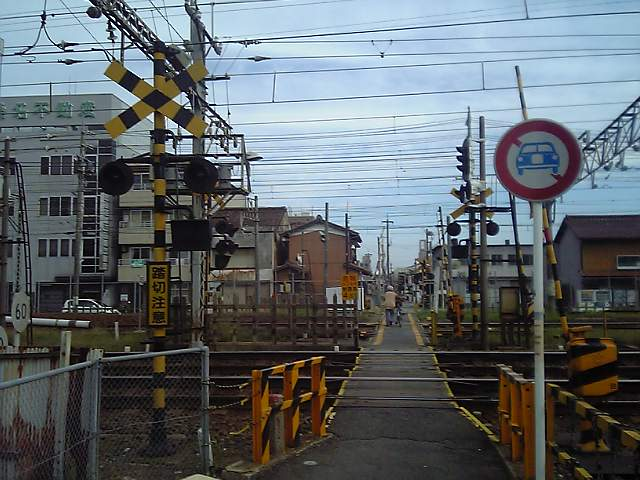
桑名駅の隣にある踏切。3種類の軌間をまたいでいる。

列車運行本数が多くない国では、遮断機や警報機がない踏切（日本の第3・第4種踏切に相当）や、道路ではなく鉄路側が遮断される踏切、時間になると踏切警手が手動で操作する踏切が多い。また、日本の踏切は警戒色である黄色と黒の縞々のカラーリングがほとんどであるが、外国では白黒のカラーリングや門形の踏切などもある。

## 各国の踏切
踏切の設置箇所には国よる差（地域差）があり、2014年度末の都市部のデータで比較すると、日本の東京が620、アメリカ合衆国のニューヨークが48、イギリスのロンドンが13、ドイツのベルリンが46、フランスのパリとその周辺が7、韓国のソウルが16だった。

### イギリス

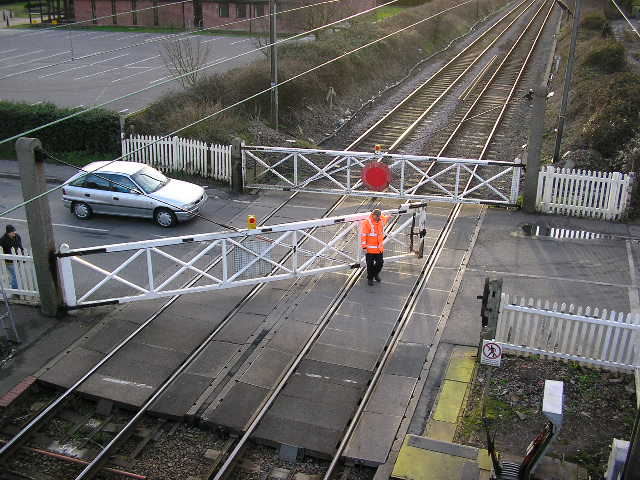
通常時は線路を遮断し、列車通過時に道路を遮断するイギリスの踏切。

イギリスの鉄道では、日本と異なり、軌道側を遮断して車道側を通過させる方式が多く採用されている。色は白と黒の縞。普段は線路を遮断し、列車が通過する際に遮断機を水平に回転させて道路を遮断する方式も存在する。

### オランダ
オランダは低地帯が多いこともあって鉄道の高架化や地下化が難しく、現在でも踏切が多く残っている。また、バリアフリーの観点から列車本数の少ない駅に関しては構内踏切を設ける駅も多い。2015年には30件の事故が発生し13人が死亡した。

### インド

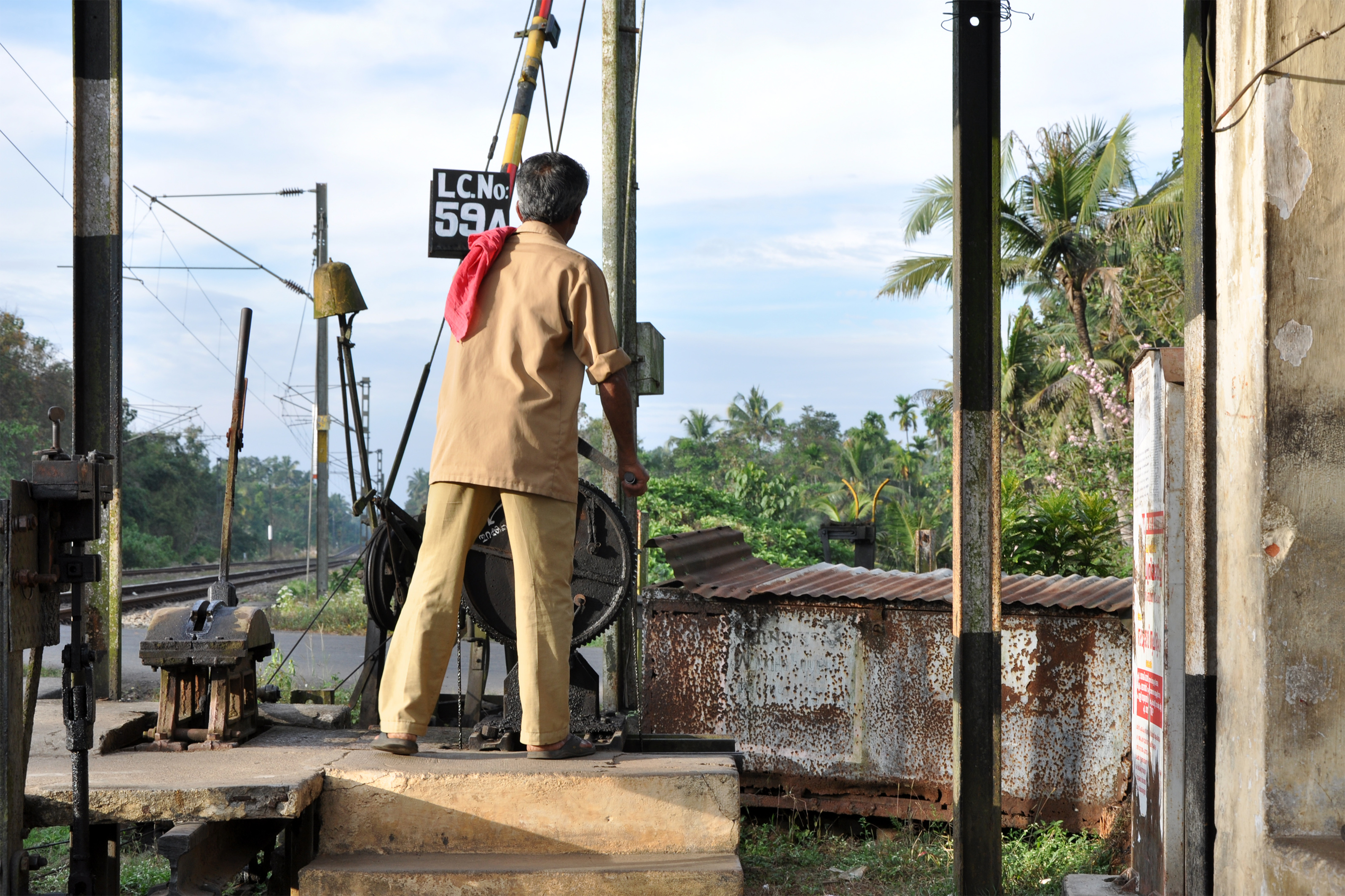
遮断棒を操作する踏切警手（ケーララ州）

インドの鉄道では、警報機や遮断棒は自動のものが導入されつつあるが、踏切警手が操作する踏切も多い。地元住民は警報機が鳴り響こうが列車が来るまで平気で遮断機をくぐる光景が度々目撃されている。踏切に接近する列車はその際、警笛を何度も鳴らす。

### 大韓民国（韓国）
大韓民国の鉄道にある踏切は、次の3種に分かれる。遮断棒は赤白のカラーリングである。
- 1種：遮断機と警報機、交通安全標識が設置されているか、踏切案内員配置または自動遮断機を設置。
- 2種：警報機と安全標識を設置。
- 3種：安全標識のみ設置。

広域電鉄化を中心とした路線改良などにより近年は一貫して減少傾向にある。2017年時点で韓国国内の踏切は965か所存在し、内訳は1種が867か所、2種が5か所、3種が93か所である。

### 台湾

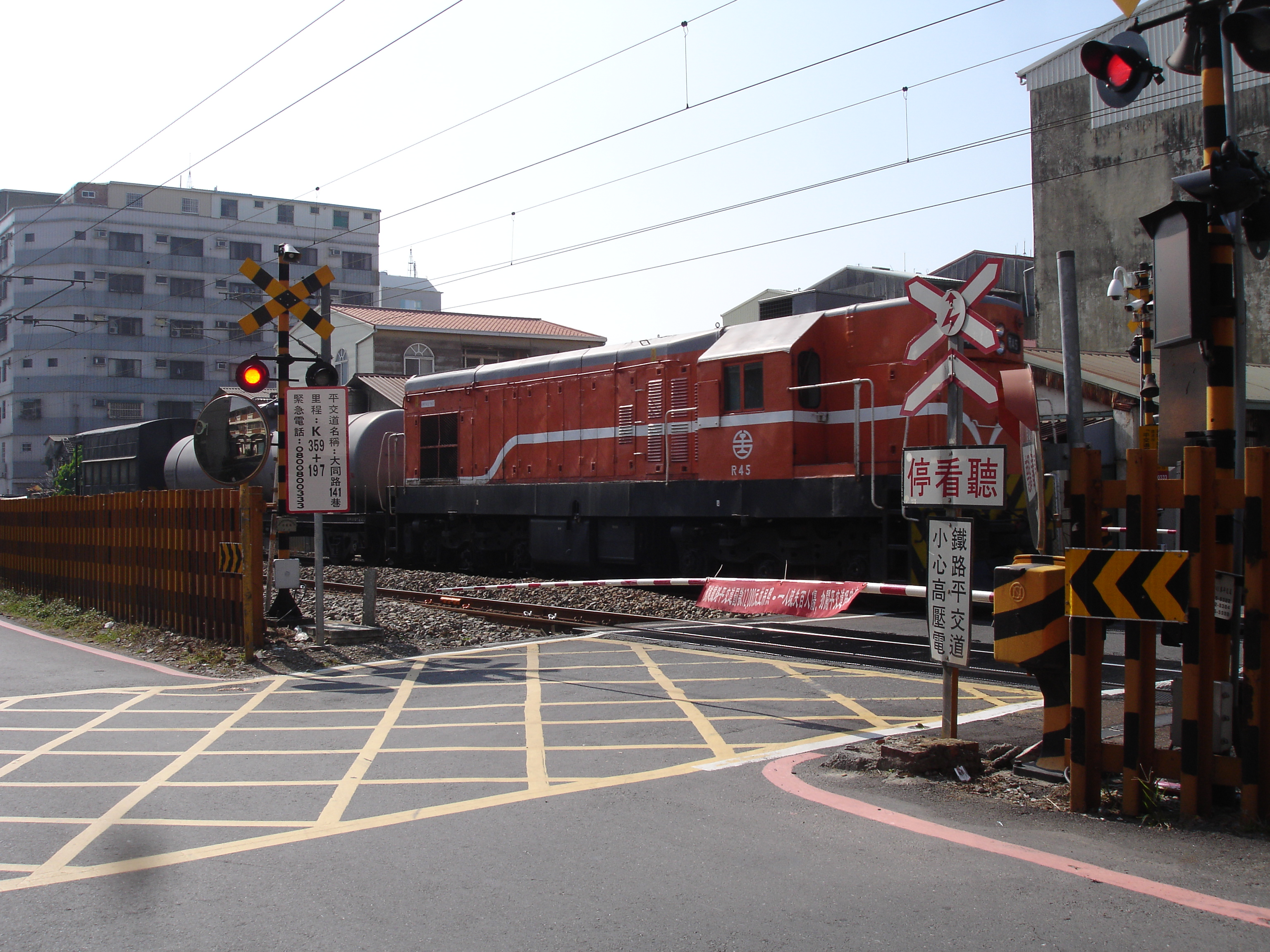
台湾鉄路管理局で見られる標準的な踏切（縦貫線・台南市）

台湾の鉄道にある踏切では、遮断棒は自動化されたタイプと踏切警手の扱うタイプが混在している。踏切警手が遮断機の前まで出てくる場合もある。
台湾鉄路管理局の踏切道の数は2017年度で435カ所である。
次の3種に分かれる。
- 第一種：自動踏切警報機と自動遮断機を設置するか、踏切保安係を配置して、列車が通る際に道路の交通を遮断機によって遮断するもの。
- 第二種：一部の時間帯のみ踏切保安係が遮断機を操作する踏切。遮断機作動の有無を示すため踏切保安係がいる時間が掲示されている。
- 第三種甲：自動踏切警報機と自動遮断機を設置する、列車が通る際に道路の交通を遮断機によって遮断するもの。

台湾国鉄は元々、日本統治時代の台湾において台湾総督府によって整備されたため、制度も日本に準じている。ただし、第四種は廃止されている。
警報機の色は黄と黒の縞模様が用いられるが、遮断棒の色は白と赤の縞模様となっている。

### オーストラリア
オーストラリアの鉄道には23,500余りの踏切がある。このうちの21%が「アクティブ」方式つまり列車が近づいていることを知らせる遮断機および（あるいは）警報機を備えている。残りの79%は「パッシブ」方式つまり（たとえば「Stop」（止まれ）や「Give Way」（通行を譲れ）などと書かれた）道路標識が設置してあるだけで、自動車の運転者は自分自身で左右を確認して列車が来ているか来ていないかを確認しなければならない。
オーストラリアの踏切事故では、毎年30人が亡くなっている。死亡者数は年々減少する傾向にはあるものの、ひとたび乗り物と列車の衝突事故が起きると深刻な事態となる。死亡事故以外にも、毎年1,000件以上の乗り物と列車の「ニア・ヒット」つまり衝突と紙一重の出来事が起きている。「ニア・ヒット」では列車の運転士は急制動（急ブレーキ）をかけることでトラックや乗用車、自転車、歩行者などとの衝突をかろうじて回避している。死に直結する衝突事故とかろうじて助かる「ニア・ヒット」の間には、ほんの数秒の違いしかない。オーストラリアではあくまで鉄道優先のルールとなっており、踏切事故のほとんどは道路を走る側の責任であり、道路を走る側が何かしてはいけないことをした、あるいは何かのミスを犯したことが原因となっている。（オーストラリアでは）荷物を満載した貨物列車は、緊急ブレーキをかけ始めてから停止するまでに2kmも走ってしまう。
- 汽車の絵で踏切を示す道路標識。
- 踏切を示す道路標識。
- 「列車に注意」と書かれた標識。

### ニュージーランド

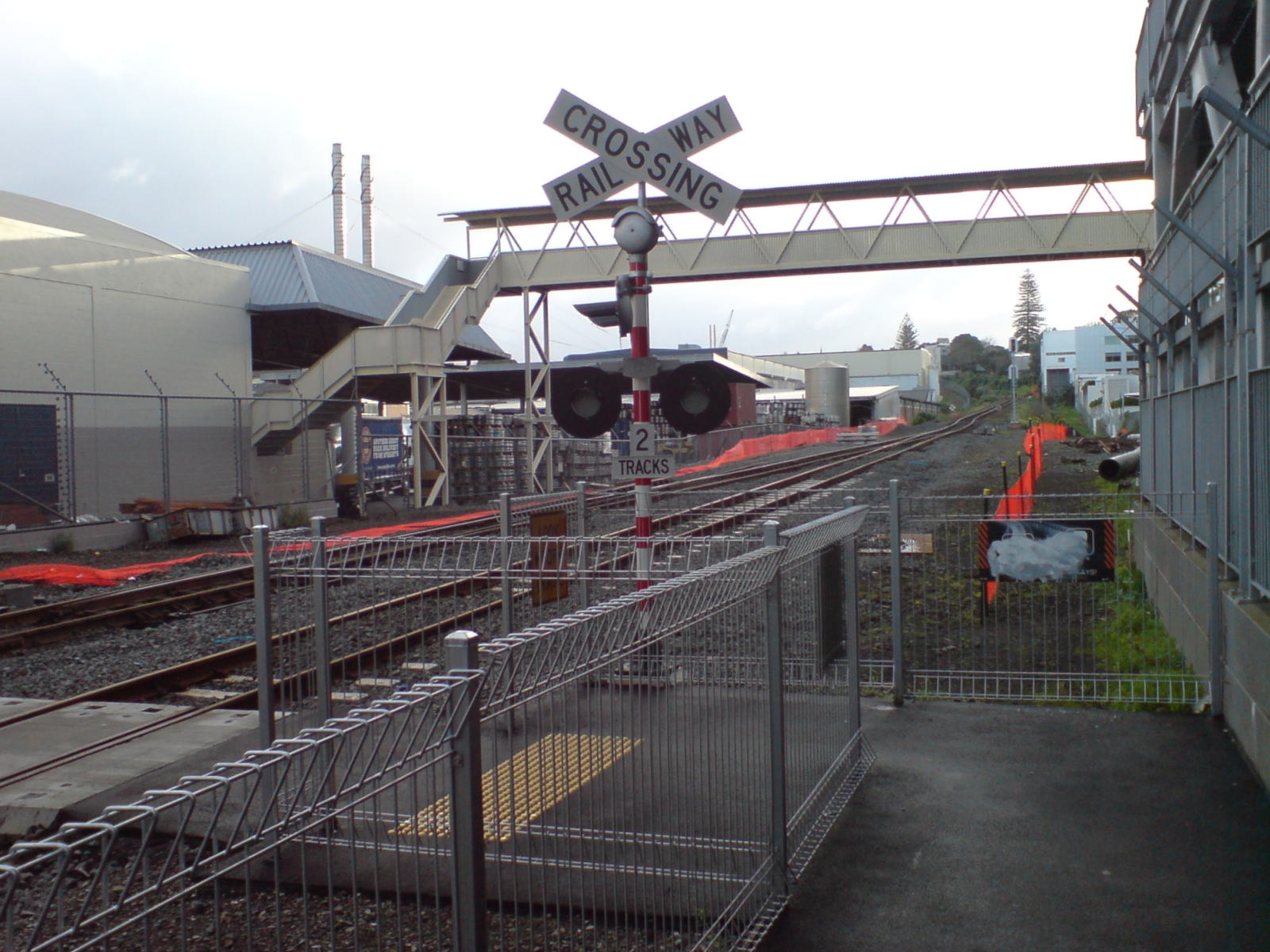
警報機だけの踏切（ニュージーランド）

ニュージーランドの鉄道における踏切では警報・遮断機は自動で、中には警報機だけのものもある。自動車は一時停止なしで通過できる。日本製の遮断機や警報機も存在する。

### アメリカ合衆国
アメリカ合衆国の鉄道における踏切では早くから色灯を組み合わせた警報（警鐘）機が採用されていた。これはウィグワグ（Wigwag）と呼ばれるもので、振り子型のアームの先端に、赤い色灯を組み込んだ白い丸型の標識を取り付け、警報の鳴動と共に左右に振り視認性を確保する構造になっていた。日本ではアメリカ映画で度々目にすることが出来た。
蒸気機関車牽引の列車が主流だった頃には問題なかったが、やがて鉄道・自動車の双方が高速化するにつれ、遮断機がなく視認性も劣るという理由から、日本や欧州と同じく交差した板の標識に交互点滅の色灯を設けた、遮断機つきの警報機へと置換えが進んだ。しかし、一部の市民からは慣れ親しんだウィグワグを擁護する声も大きい。イリノイ州のイリノイ鉄道博物館やカリフォルニア州のオレンジエンパイア鉄道博物館など鉄道車両運行を行っている鉄道博物館の一部では、車輌とともにこのウィグワグも動態保存している事例が見受けられる。
日本とは異なり、アメリカではほとんどの州で踏切前の一時停止を義務付けられていない（ただし大型車は徐行して通過する。また州によっては普通車に対しても徐行義務が課せられている）。このため、不用意に一時停止すると追突される恐れすらある。しかし、長距離トラックなどの踏切突破によって事故が起きるケースが増えるなど、問題もある。
アメリカでは踏切に接近する度ごとに長・長・短・長の4回連続で警笛を鳴動させることが多くの鉄道で行われており、歩行者などへの注意喚起に努めている。また、アメリカ型の機関車は伝統的にベルを備えており、現在でも市街地通過時には連続して打ち鳴らしている。
アメリカの道路標識では、踏切があることを知らせるものに限って丸型のものを使用している（「車両進入禁止」も標識のイラストデザイン自体は日本のものに類似した丸型のものだが、アメリカでは四角い看板に丸型のイラストデザインを描いたものになっている）。
- アメリカでしばしば見かけられる「ウィグワグ」（Wigwag）。赤灯部分が左右に揺れ、鐘の音が鳴り列車の接近を知らせる（ワシントン州プルマン）。
- アメリカでは踏切を通過する度に警笛を4度鳴らす鉄道が多い（画像はアムトラックのエンパイア・サービス）。
- 「踏切あり」の道路標識（アメリカ）

### フランス
フランスの鉄道における踏切は「Passage à Niveau」、縮めて「PN」と呼ばれることもある。2017年時点で1万5405か所で、撤去される傾向にある。
踏切には、車道軸のあるものや歩行者専用のものなど、いくつかの種類がある。1万1200か所の踏切には自動信号灯が装備されており、4100か所の踏切には聖アンドリューの十字架が描かれたパネルのみが装備されている。自動信号灯のある踏切には赤色の点滅灯が装備され、音が鳴っており、必ず一時停止しなくてはならない。遮断機のある踏切は遮断機の図面のものが、遮断機のない踏切の場合は蒸気機関車を示す三角の標識が立っている。
自動踏切は大きく分けて以下の4種類で、この他にも例外的なケースがいくつかある。
- SAL0

柵はなく、R24と呼ばれる2つまたは4つの赤く点滅する道路灯と可聴信号。なお、1973年以降、このタイプの踏切は設置されていない。
- SAL2

最も普及しているタイプで、点滅する赤い道路灯（道路交通の方向ごとに2つ）、可聴信号、および道路の右半分をそれぞれブロックする2つの遮断棒で構成されている。
- SAL2B

SAL2とは異なり、2つの道路の両端分の長さの遮断棒が装備されており、車道を完全に遮断する。1991年3月18日以降、このタイプの踏切は設置されていない。
- SAL 4

SAL2に似ているが、道路の半分の幅の長さの遮断棒が4つある。車線の出口側にある2つの遮断棒は、進入位置が低い位置に達すると閉じる。そのため、踏切が閉じるまでの時間が数秒長くなる。以下の場所を対象としている。
- 電車が多く停車する駅の近くにある踏切
- 列車の即時通過のない定期的かつ長期にわたる閉鎖（降車ゾーンまたは近くで列車の操縦）。
- 学校やスポーツセンターの近くにある踏切。

- 首都パリにある踏切
- パリにある踏切の別の眺め
- 踏切灯 R24型
- 歩行者用踏切
- 踏切タイプ SAL4
- 非自動踏切

## 日本の踏切
日本全国の踏切道数は、2022年度で3万2442カ所である。1960年には全国に7万カ所以上あったものの、1961年度に踏切道改良促進法が施行されて以来、一貫して減少傾向にある。
その一方で、踏切が新設される場合もある。阪急電鉄では、2010年12月5日より西宮北口駅8号線上に、駅南側東西の往来を円滑にする目的で新たに踏切を設置した。この8号線は今津線電車の入出庫のみに使用される回送線であり、列車の通過は早朝・夜間・深夜のみで、1日10本にも満たない（2011年時点でのダイヤグラムでは、1日4本のみ）ことから設置が認められた。また、平成時代に開業した鉄道新線でも、土佐くろしお鉄道ごめん・なはり線や井原鉄道井原線には踏切が設置されている所もある。このほか、ひたちなか海浜鉄道湊線においてひたちなか市の土地区画整理事業による踏切の新設が行われたほか、可部線において廃線区間の一部を復活させる事業でも、踏切の新設が認められている。
- 新設された阪急西宮北口南踏切。

### 日本国内の歴史
明治時代の初期の鉄道では踏切（鉄路）に踏切門扉が設置され、踏切係員がその開閉を行っていた。
しかし、明治末期から大正時代になると列車接近前に道路を遮断して、列車通過後に遮断の解除を行うようになった。踏切係員は踏切番人と呼ばれ隣接する番舎（詰所兼住居）に家族と住むことが多かったが、次第に2人以上の職員による勤務体制が一般的になっていった。踏切遮断機も既にあり、1925年（大正14年）には「引掛式」「上下式」「引出式」の3種が定められた。また、1948年（昭和23年）には「昇開式」「片側腕木式」「両側腕木式」「引戸式」「綱張式」が定められた。
踏切遮断機には手動式と電動式があり、古くは踏切係員が手動で操作していた。電動機付の踏切遮断機が登場した後もその操作は踏切係員が行っていた。踏切係員は1921年（大正10年）には踏切看守と呼ばれていたが、1936年（昭和11年）に踏切警手、1961年（昭和36年）に踏切保安掛（-ほあんがかり）と呼称が変わっている。
日本で自動化された踏切遮断機が登場するのは1930年（昭和5年）頃で、徳島県板野郡藍住町で生まれたとされる発明家松浦喜一郎が竹でできた自動の踏切遮断機を発明した。それまでの踏切係員の勤務は24時間交代といった厳しいものであったため、寝過ごす等のミスで開閉器を下すことができず、衝突による死傷事故がしばしば発生していた。このため自動化は急速に進められた。
松浦が発明・考案したこの踏切遮断機は竹のしなりや割れやすい性質をいかし、踏切での事故自体の大幅な減少や事故を小さなものに抑えることや、踏切の遮断桿を竹にすることによる軽量化で、踏切を動かすコストを削減する事に成功した。今でこそ竹の踏切はあまり見られないが、つい最近（おそらく1994年ぐらい）まで竹製の踏切が一般的に使用され、見かけることができた。

### 設備

#### 主な設備全般
踏切の主な設備は次の通りである。これらの設備類を総称して「踏切保安装置」と呼ぶ。
踏切制御装置
設置された列車検知用の軌道回路や列車検知器からの列車検知情報により踏切警報機や遮断機を作動させ、遮断が完了すると遮断反応灯や動作反応灯を点灯させ、踏切障害物検知装置による自動検知や踏切支障報知装置の押しボタンによる手動での操作により踏切支障報知装置を作動させる装置である。装置は主にリレー（継電器）の使用より制御されるが、最近ではコンピューターのマイクロプロセッサの使用により制御される電子踏切制御装置が使用されている。
踏切警報機
道路を通行する歩行者や車両運転者などに対して踏切の存在を知らせ、列車が接近した場合は音と光で警報して道路交通を停止させる装置。
踏切支障報知装置
踏切内で非常事態が発生したことを列車の運転士に知らせる装置。操作装置（非常ボタン）、障害物検知装置、現示装置（特殊信号発光機など）から構成される。
遮断機
列車接近時に道路を遮断するための装置。
踏切動作反応灯
踏切警報機と遮断機が正常に動作していることを列車に対して知らせるもの。なお、JRグループではこの設備が存在せず、代わりに踏切故障検出器によって自動的に踏切の故障を把握する。

#### 踏切警報機等

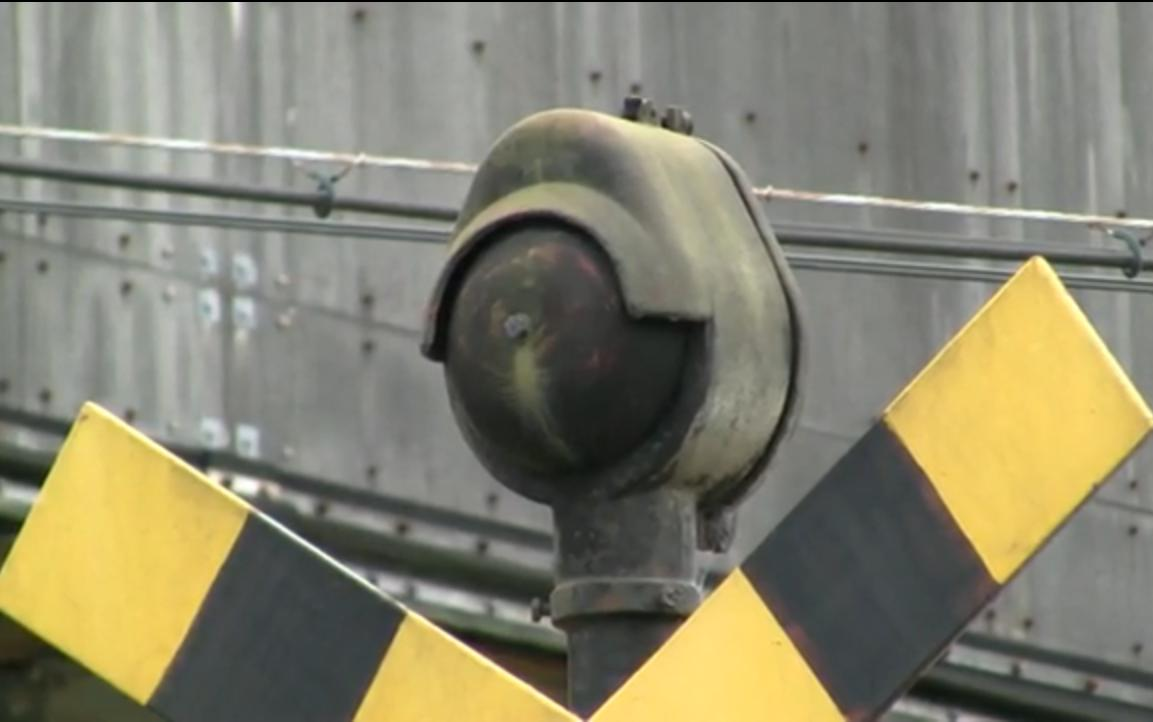
電鈴式警音器（ベルの音）
岳南電車岳南江尾駅付近

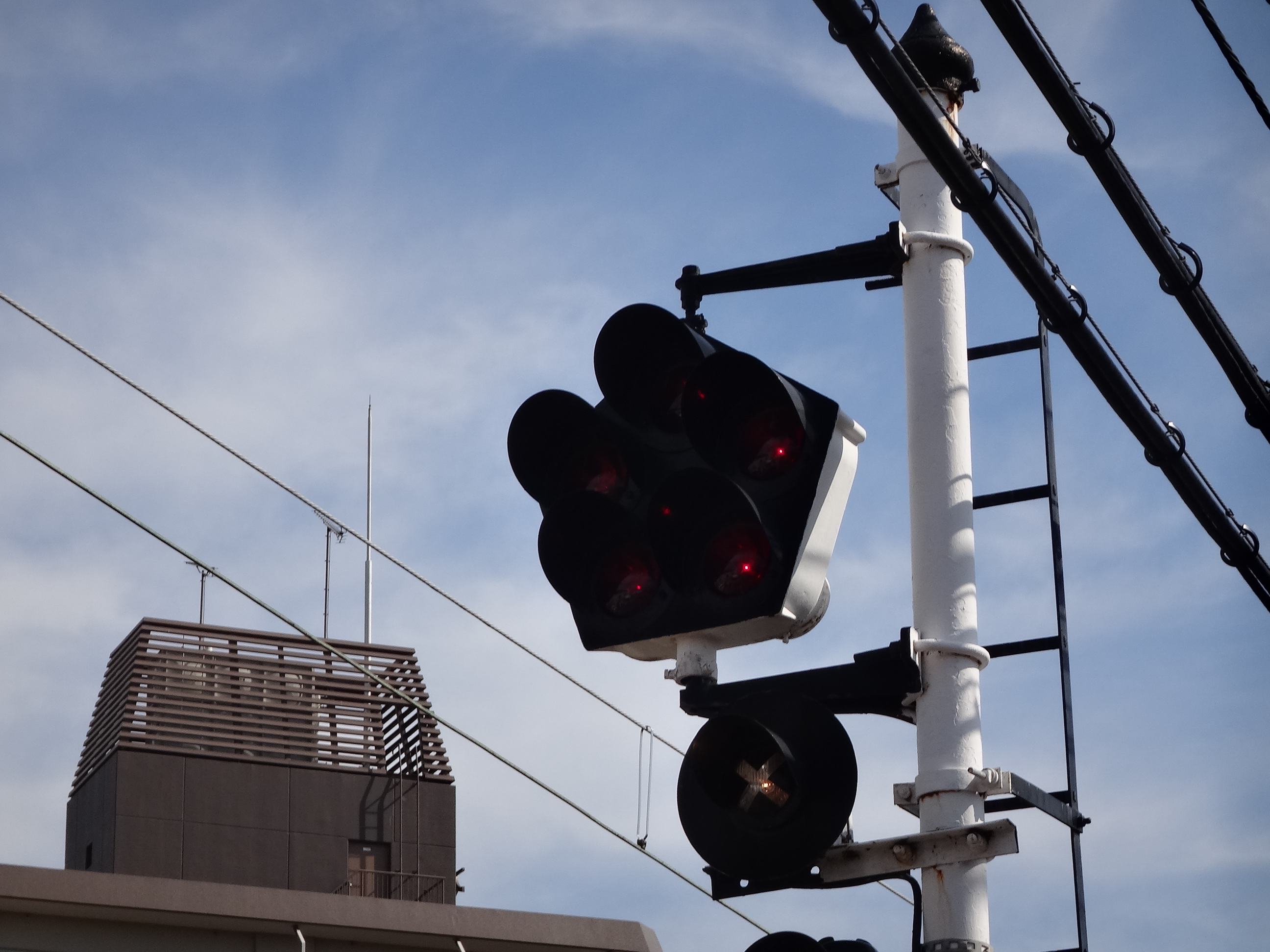
特殊信号発光機（上）と踏切動作反応灯（下）。山陽電気鉄道の車庫内イベントでの動作デモンストレーション。

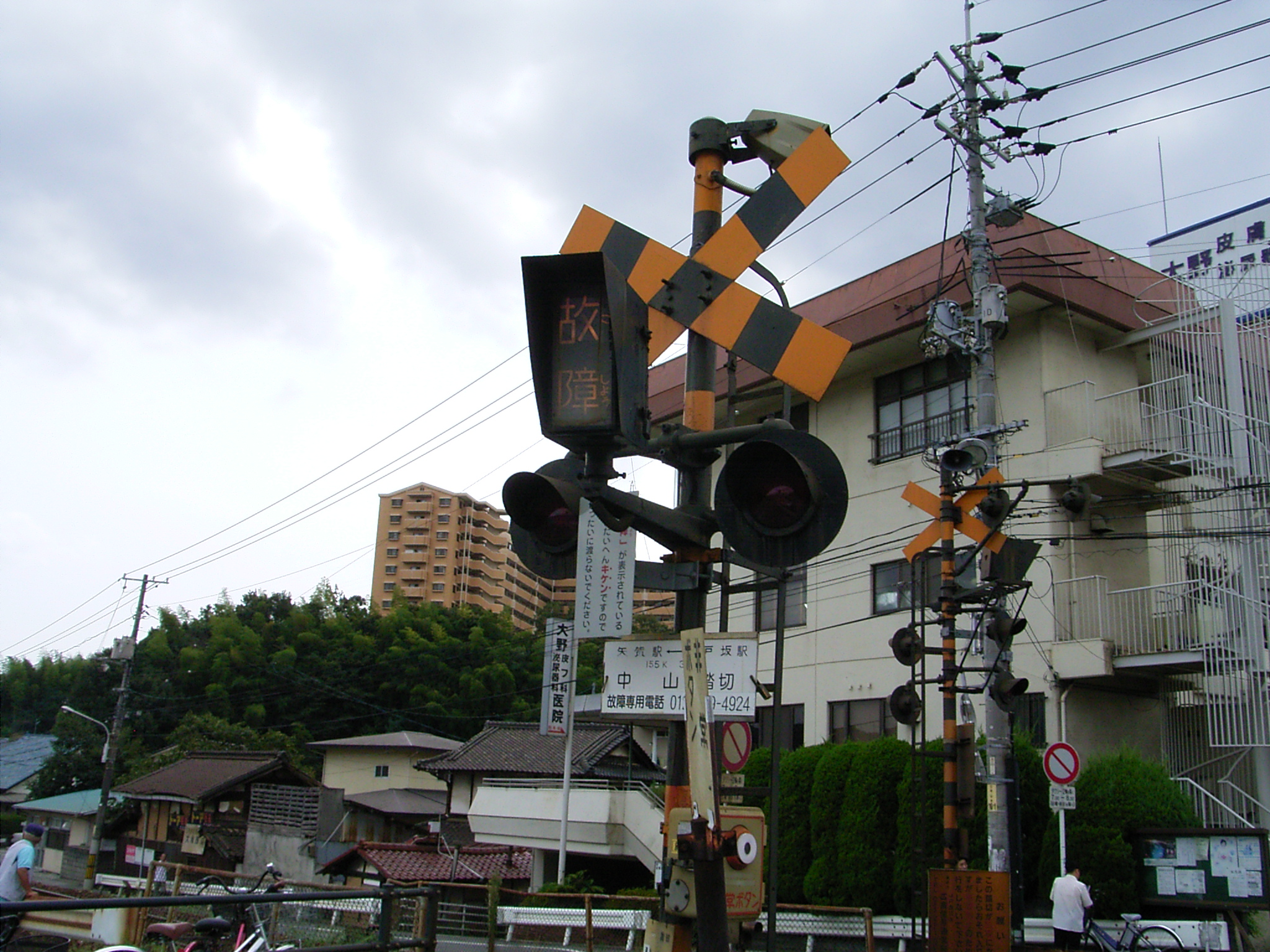
故障灯
JR西日本中山踏切

日本では踏切に踏切警報機等の踏切保安設備の設置が義務づけられている。平成13年（2001年）の鉄道に関する技術上の基準を定める省令（平成13年国土交通省令第151号）では、踏切道は踏切保安設備（踏切警報機と遮断機、または踏切警報機のみ）を設けたものでなければならないとされている。ただし、以前から存在するものについてまでその義務を新たに課したものではない。
遮断機が完全に降りてから列車が到達するまでの時間は、日本では標準20秒、最短で15秒と定められている。大手私鉄のほとんどと、JRのATS-P設置路線の一部では、列車選別装置が設置され、列車種別に関わりなく列車の到達時間はこの程度となる。

#### 鉄道事業者の設置する標識
- 踏切警標

踏切警標は黄色と黒色の縞模様の板をX字に組み合わせた標識。JIS E 3701（踏切諸施設 - 安全色彩）で規格化されており、Xの交点は黒とすることなどが定められている。
- 踏切注意標

踏切注意標は踏切を通過する自動車等に対して上部に架線が張られていることを注意する標識。踏切注意標には制限高などが書かれており、左右の支柱の間に張ったスパン線に取り付けられている。
- 踏切動作反応灯

警報機や遮断機などが正常に作動していることを踏切に接近する列車に知らせるための表示灯。公営・民営鉄道では、1956年（昭和31年）に制定された「自動踏切遮断装置の構造基準」において、遮断装置動作反応灯を設けることと規定されており、第1種踏切の遮断機が正常に降下が完了していることを知らせる踏切動作反応灯を設置している（鉄道事業者により、「踏切合図灯」「踏切反応灯」など呼称が異なる）。国鉄・JRでは、民営鉄道との共用踏切で、菱形の背板の中心で白色1灯が点滅するタイプが見られたが、それ以外の踏切には設置されていない。
現在、設置義務はなく、JRから経営分離した第三セクター鉄道では、新たに設置した会社も設置していない会社も存在する。踏切動作反応灯でも従来の白熱電球に代わり発光ダイオード（LED）が使用されるようになった。鉄道事業者により形状は異なり、特殊信号発光機と一体にしている鉄道事業者もある。
- 4本の棒がX字形に点灯するもの

叡山電鉄、西武鉄道以外の首都圏の大手私鉄および北総鉄道、江ノ島電鉄（江ノ電）、小田急箱根、秩父鉄道、流鉄、鹿島臨海鉄道、遠州鉄道、東海旅客鉄道（JR東海）の一部の踏切、西日本鉄道などに設置されている。1960年代初頭頃までは、西武鉄道や南海電気鉄道も標準デザインだった。
- 白色灯2個が交互に点灯または連続点灯するもの

西武鉄道（上下2灯が交互に点滅）、近江鉄道（遮断機鳴動中は下灯点滅、遮断棹閉鎖後に上灯点灯）、近畿日本鉄道（上下2灯が同時点灯）、高松琴平電気鉄道、一部の東武鉄道の踏切（左右の2灯が交互に点灯）
- 白色灯1個がX字状に点灯・点滅するもの

山陽電気鉄道、神戸電鉄、広島電鉄、水間鉄道、京阪電気鉄道
- 白色灯1個が連続点灯するもの

第3セクター鉄道の多くの路線、関東鉄道、銚子電鉄、地方のJR線の一部の踏切・旧日本国有鉄道（国鉄）
- 白色灯1個が点滅するもの

名古屋鉄道（名鉄）、豊橋鉄道、阪神電気鉄道（○字型に点滅）、阪急電鉄、能勢電鉄
- 白色灯5個が連続点灯するもの

南海電気鉄道、阪堺電気軌道、泉北高速鉄道、和歌山電鐵、京阪電気鉄道

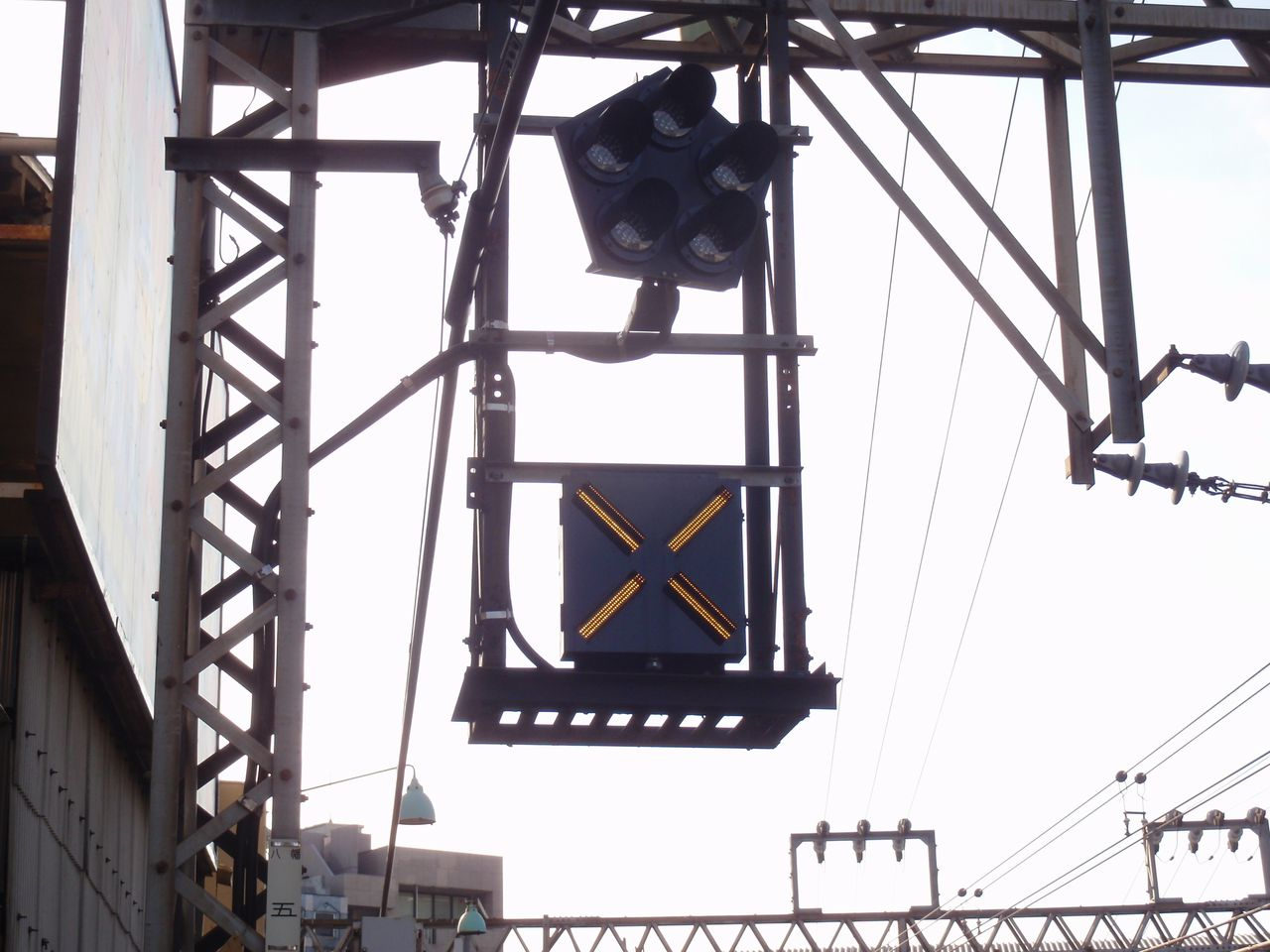
4本の棒がX字形点灯（小田急電鉄）
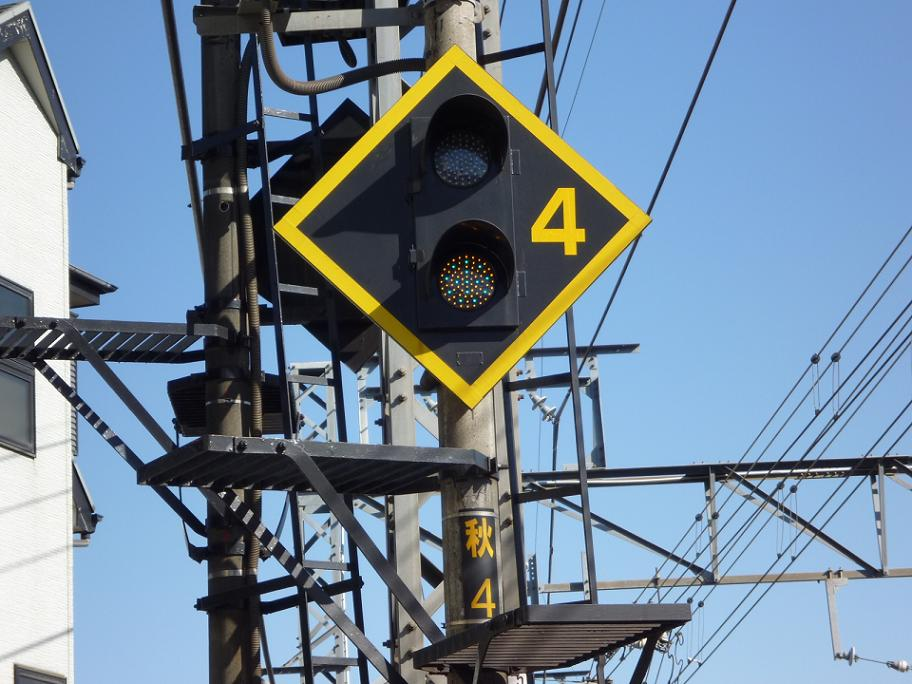
白色灯2個が交互に点灯（西武鉄道）
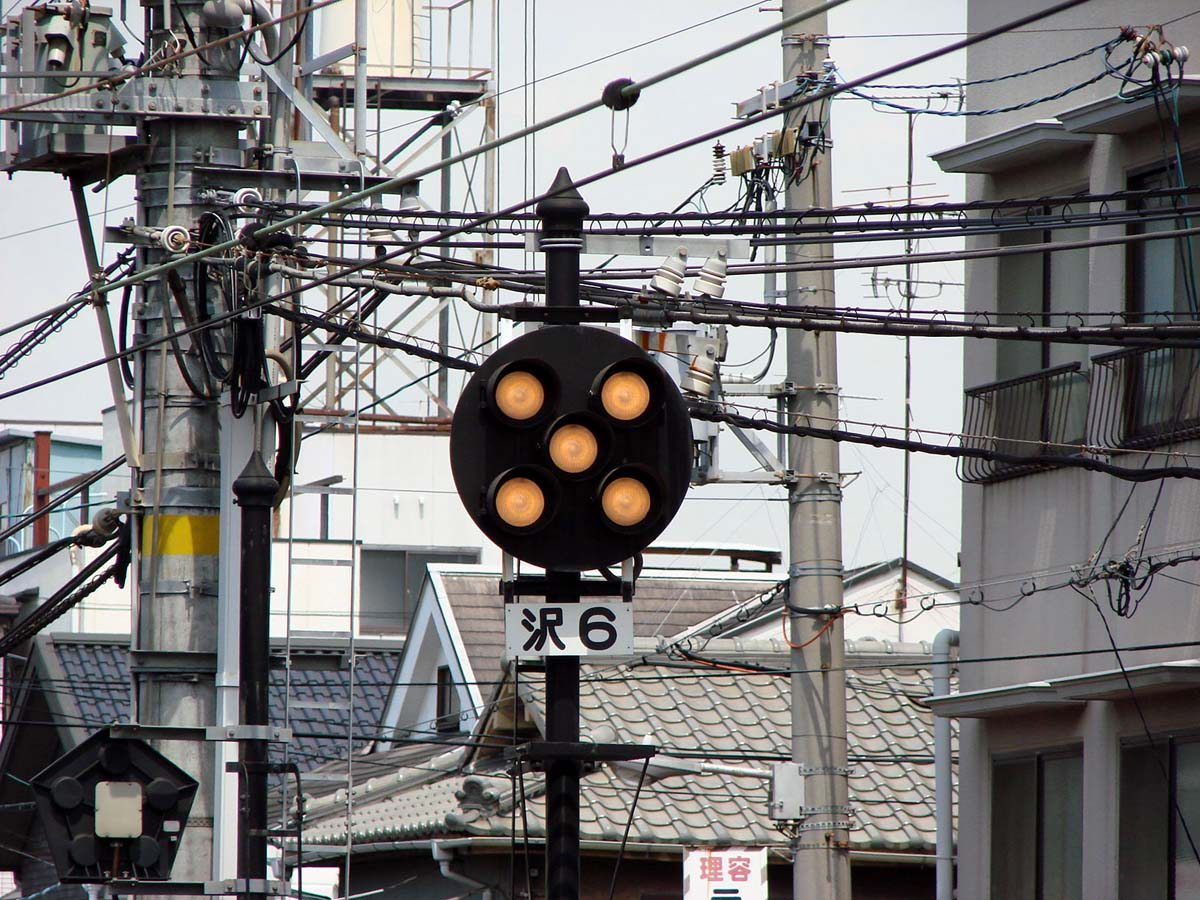
白色灯5個が点灯（南海電気鉄道）
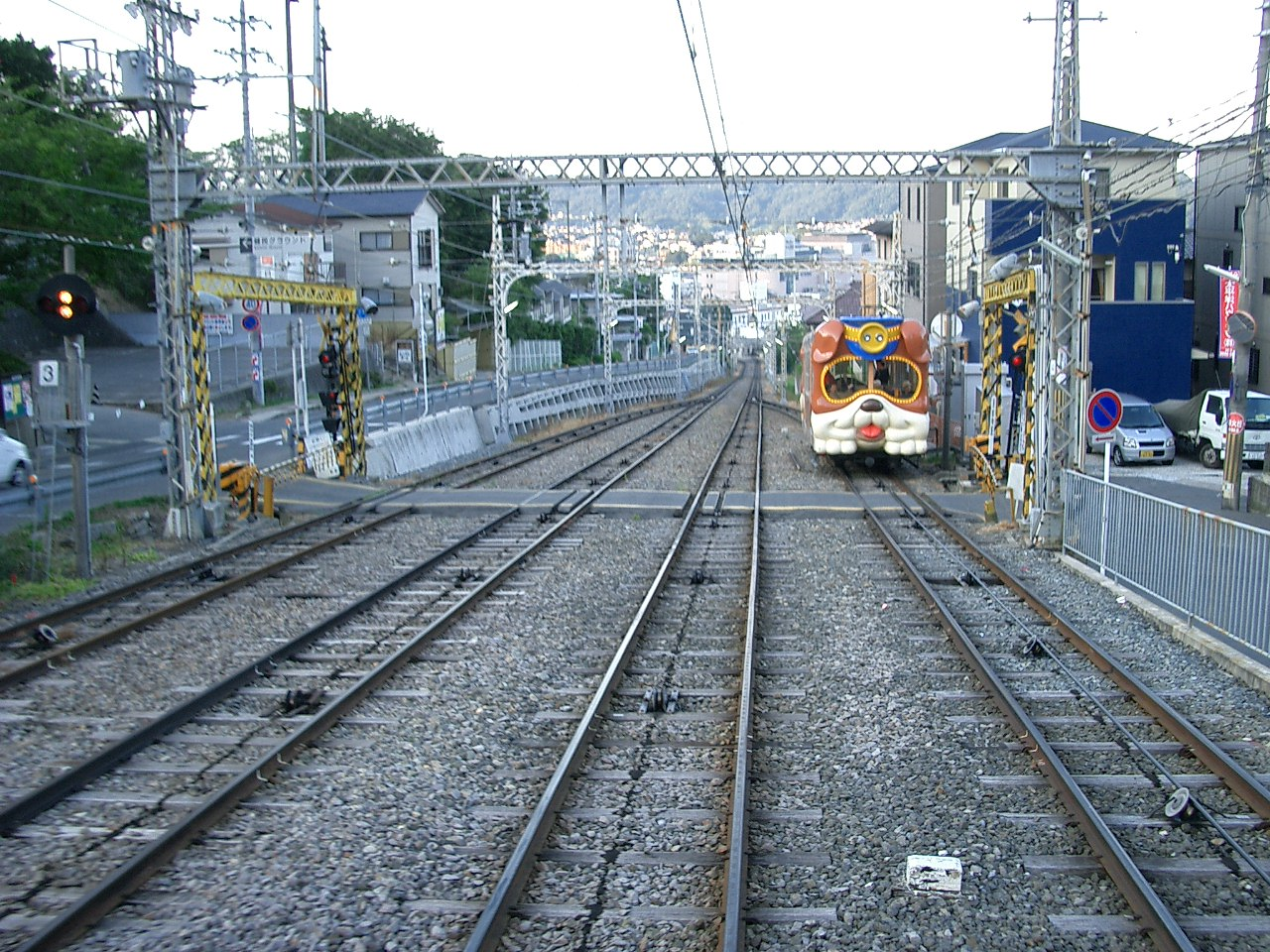
白色灯2個が点灯（近畿日本鉄道）

#### 道路管理者の設置する標識
- 「踏切あり」標識

道路標識の一つに「踏切あり」という警戒標識がある。1986年（昭和61年）までは、国鉄1800形蒸気機関車がモデルとされる2種類の蒸気機関車のマークが踏切を意味していたが、観光やイベント目的以外での蒸気機関車牽引列車の営業運転が終了して久しくなったうえ、国鉄の民営化もあって、同年から電車のマークを表示した新しいデザインの標識に順次取り替えられている。しかしながら蒸気機関車マークの標識もまだ少なからず残っているため、自動車運転に関する教本などでは両方掲載されている。注意を強調するため、「踏切注意」や「注意」の補助標識を付加していることもある。
そのほか、非電化区間の踏切用にパンタグラフを消して気動車を表したものや、踏切を通過する鉄道車両を色つきのイラストで描いたものも存在する。ただし標準として定められたデザインではないため、非電化区間の踏切でも電車デザインの標識が設置されている場合が多い。昭文社発行の道路地図の中で「SiMAP」を採用した一部のシリーズにもこの踏切標識が掲載されているが、非電化線の踏切も電車のマークのデザインで掲載されている。さらに1万分の1、7千分の1、5千分の1の拡大図には、歩行者専用踏切を示すものとして、マークのデザインを電車から人間の足跡に代えたものを掲載されている（ただし、実際にはこのデザインの踏切標識は存在しない）。
踏切を表す標示は道路標示の中には存在しないが、愛知県の名鉄では×印に縦棒を組み合わせて踏切を表すなど、各地で独自の標示が使われている。

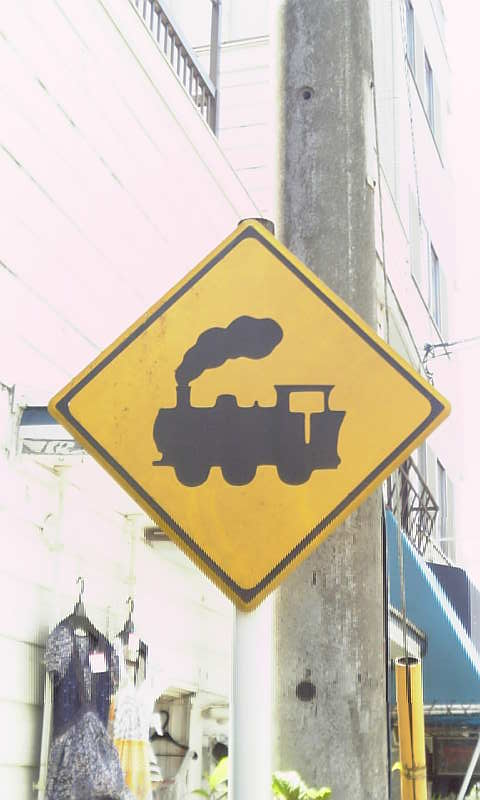
「踏切あり」の道路標識 （蒸気機関車のデザイン）
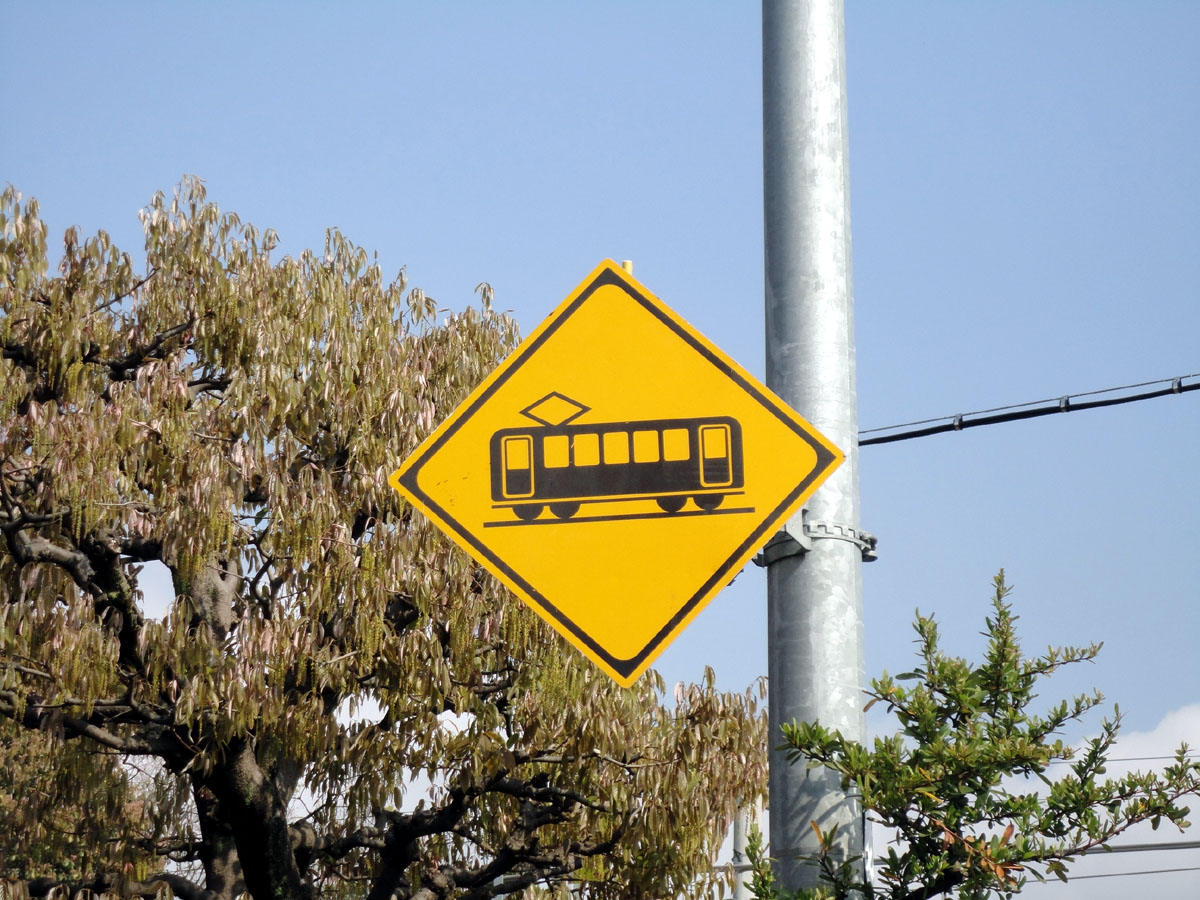
「踏切あり」の道路標識 （電車のデザイン）
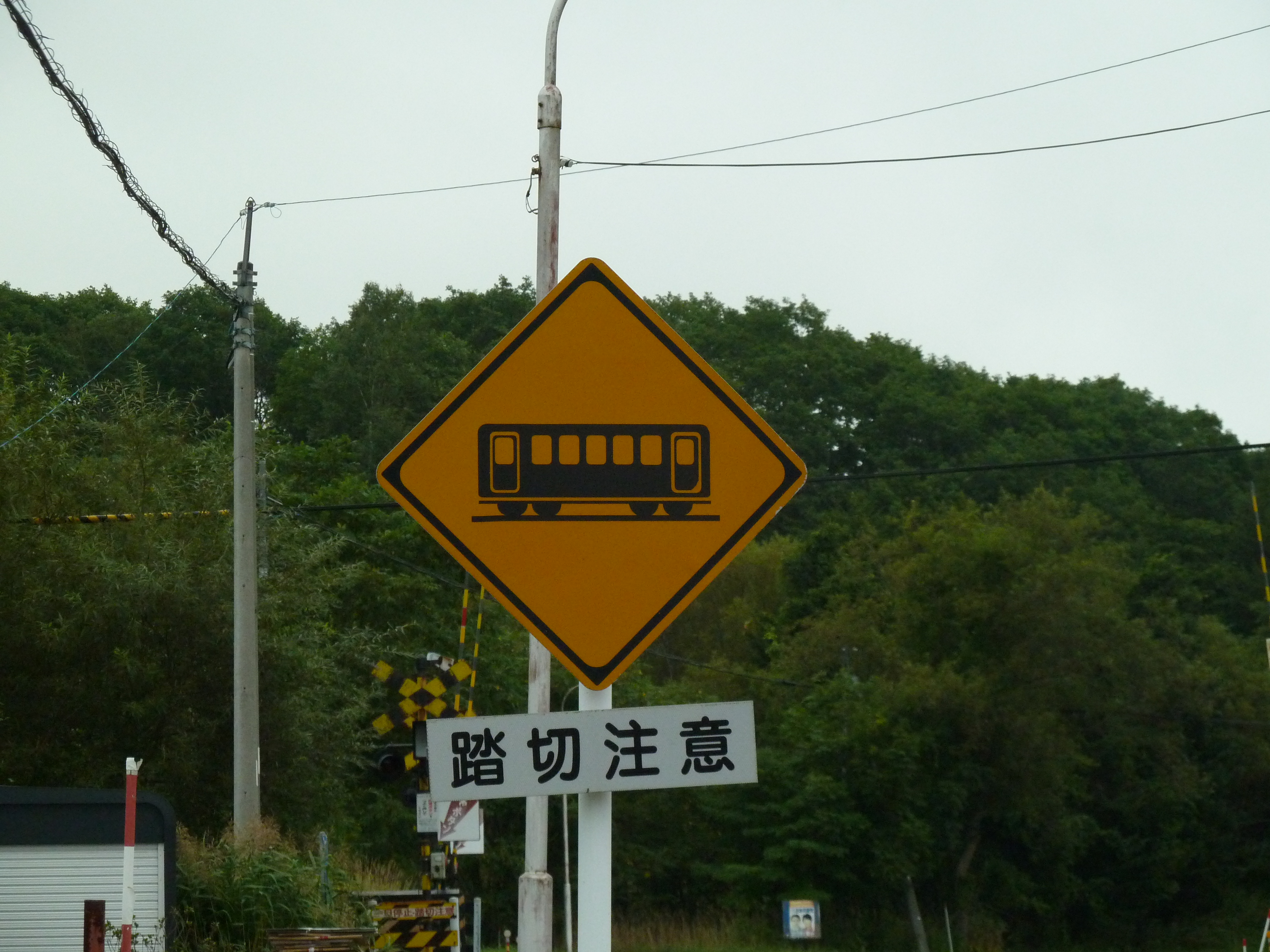
「踏切あり」の道路標識 （気動車のデザイン）

### 種類
日本では踏切は設置される保安設備により次のように分類される。現在一般的なのは第1種甲である。第3種は第1種甲に転換され数が減ってきている。信号機によって道路交通を規制する踏切は路面電車や比較的運行本数の少ない専用鉄道などで見られる。
国土交通省による2020年3月末時点（2019年度末時点）での集計によると、日本で公式に設置されている踏切の総数（3万3004カ所）のうち第1種が2万9717カ所、第2種が0カ所、第3種が684カ所、第4種が2603カ所。2017年度末時点での集計（第1種2万9801カ所、第2種0カ所、第3種723カ所、第4種2726カ所）より減っている。

#### 第1種
自動踏切警報機と自動遮断機を設置するか、踏切保安係を配置して、列車が通る際に道路の交通を遮断機によって遮断するもの。
- 第1種甲：通過する全ての列車または車両に対して、道路を遮断するもの。
- 第1種乙：始発列車から終列車までの時間内の列車または車両に対して、道路を遮断するもの[42][43]。

#### 第2種
一部の時間帯のみ踏切保安係が遮断機を操作する踏切。つまり、踏切保安係のいない時間帯は第3種または第4種と同じになる。遮断機作動の有無を示すため踏切保安係がいる時間が掲示されている。第1種などへの置き換えにより、この種の踏切は日本国内では完全消滅している。1980年には国内に20カ所存在した（国鉄は0）が、1985年には皆無になっていた。

#### 第3種
遮断機はないが踏切警報機が設置されている踏切。現在は警報器更新時に遮断機が追加設置されることが多いため、非常に少ない。

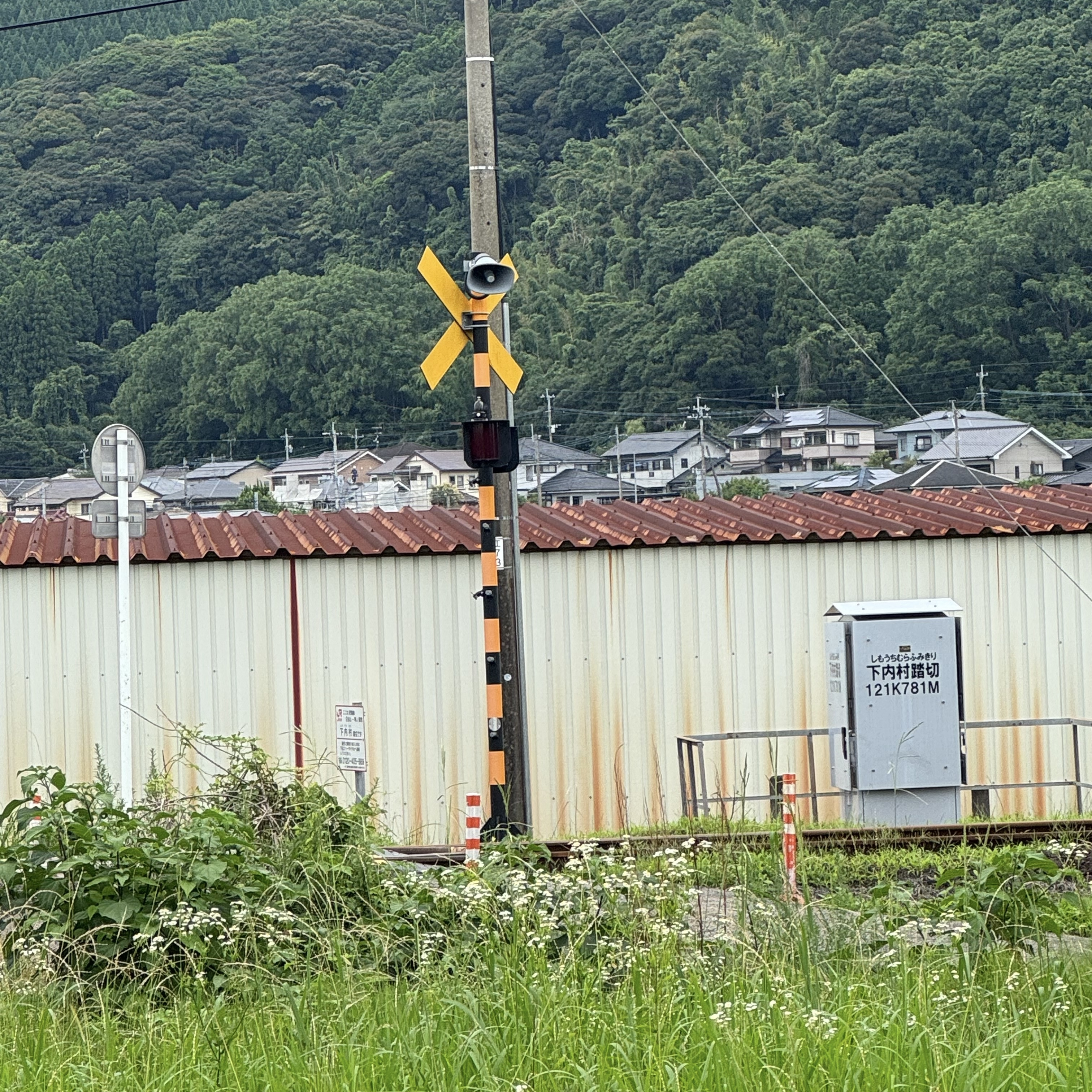
第3種踏切の例。(下内村踏切)

#### 第4種
踏切警報機や遮断機が設置されておらず、踏切保安係も配置されていない踏切。列車の接近を知らせる装置が無く、主に踏切警標があるだけである。踏切を模した木型や「とまれみよ」といった標識だけで、実際に列車が接近していて危険ではないかの判断は、通行者の目視および聴覚等に委ねられている。このため事故が発生しやすく、後述するように国は第1種踏切への転換か廃止を求めており、国土交通省は1987年以降は新設を認めていない。ローカル線に多いが、列車の速度が速い幹線にも存在する。交差する道路は歩行者や二輪車が通れる幅しかなく、四輪車は通れない踏切も多い。また、信号機によって道路交通を規制する方式の踏切もこれに分類される。
踏切内において鉄道車両と、自動車や歩行者の衝突事故がしばしば発生して問題になることがある。2018年に長崎本線の踏切で発生した衝突死亡事故では、2019年4月25日に運輸安全委員会が事故調査報告書を公表。報告書は第4種踏切の危険性を指摘し、九州旅客鉄道（JR九州）など関係機関に対し、踏切の早期廃止など対策の実施を求める内容となっている。
2000年代までは近畿日本鉄道でも第4種踏切が減少しながらも存在していたが、踏切の廃止および第1種化、及び第4種踏切が存在する路線（養老線・伊賀線）の他社への譲渡や経営移管により消滅した。
2017年時点までは、西武鉄道でも第4種踏切が存在していたが、これは当時休止していた安比奈線に存在していたもので、列車の通行はなかったが、国土交通省の書類の記録に存置していたために計上されていたに過ぎず、実質的には、西武鉄道での第4種踏切は他の路線を含めて消滅していた。
2023年時点では大手私鉄でも京成電鉄、名古屋鉄道に1カ所ずつ存在している。
総務省行政評価局は2021年11月、国土交通省に対して、第4種踏切を解消（廃止かより安全な踏切への改良）するための協議会を各地域ごとに設けるよう勧告したが、特に中小鉄道会社において解消は難航している。警報機や遮断機の設置に1か所当たり約1000万円または1500万～3000万円程度という費用、定期的なメンテナンス費用（4種でも必要ではあるが、他に比べれば極めて軽微）が必要であり、4種踏切のある鉄道事業者には、採算が厳しい地方の鉄道事業者が多く、費用の捻出が困難であることと、地元住民が踏切の廃止（横断不能化）に反対していること（死亡事故が発生しているにもかかわらず踏切の存続を希望するケースもある）などがネックになっているとされる。法律上、踏切の廃止に地元同意は必要ないが、国土交通省は紛争を避けるため自治体や住民と協議するよう鉄道事業者に指導している。
上信電鉄上信線のうち群馬県高崎市内にある第4種踏切では2024年4月6日、女児が列車に轢かれて死亡する事故があり、上信電鉄は注意看板を設置するとともに、高崎市が費用を負担して肩代わりして市内に21カ所ある第4種踏切を全て第1種踏切へ切り替えることを表明した。

##### JR西日本「踏切ゲート-Lite」
西日本旅客鉄道（JR西日本）は、第4種踏切に、通行する側が遮断機を上げる「踏切ゲート-Lite」の設置を進めている。子供や高齢者でも片手で持ち上げられ、約2時間で設置でき、費用は第1種踏切に比べ十分の一程度という。

#### 事実上の踏切

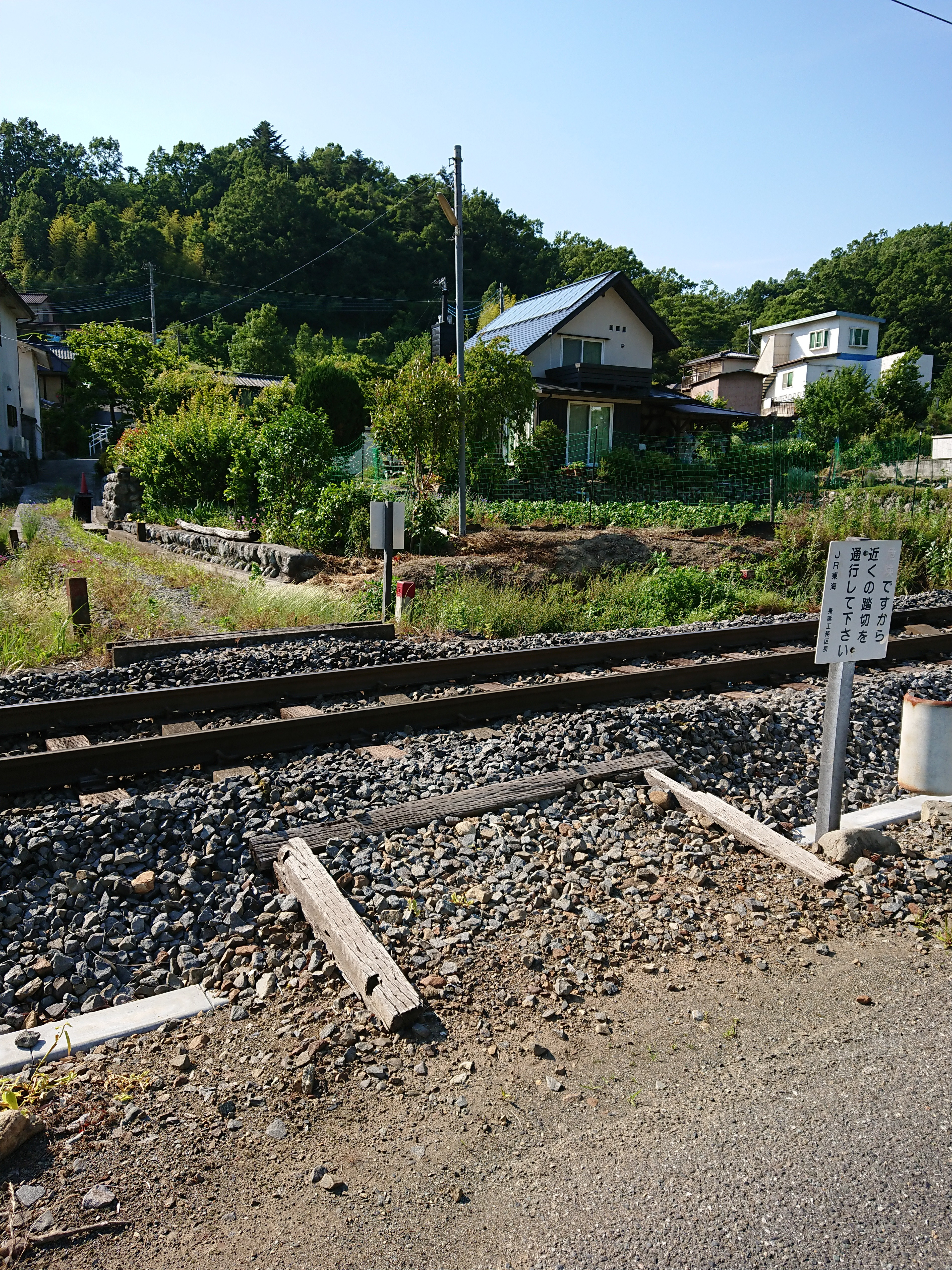
「勝手踏切」の例。保安設備や踏み板などもなく、「危険ですから近くの踏切を通行して下さい」との看板がある。

鉄道事業者によって認められた踏切のほかに、小さな路地や畔道、山道などの里道やいわゆる赤道（あかみち）と鉄道線路が交差している場所がある。近隣住民が線路脇の土手を階段状にして上り下りしているケースもある。このような場所は踏切ではなく、法令上は一般人の立ち入り・横断は禁止されているが、実際には近隣の住民が日常的に横断し、事実上の踏切となっている。一部のメディアではそのような場所を勝手踏切と呼んでいる。一方で、国土交通省は「明確な定義がなく、鉄道事業者も踏切と認めていない」として「勝手踏切」という語を公的に認めていない。
2016年（平成28年）11月1日付の『読売新聞』の報道によると、日本全国にあるこうした場所が、正規に認可された踏切数が取材時点で3万3432か所であったのに対し約1万9000か所にも及ぶことが、国土交通省の調べで判明したとしている。その後も国土交通省は鉄道事業者を通じて調査を継続し、沖縄都市モノレール線しかない沖縄県を除く46都道府県全ての鉄道に人が日常的に横断している形跡がある場所があった。2021年1月時点で判明分だけで1万7066か所で、2016年3月時点の約1万9000か所より減ったものの依然多い。最多は愛媛県（1031か所）で、続く長野県と新潟県も800か所を超える。
こうした事実上の踏切は、無許可での線路横断を禁じた鉄道営業法に違反し、それで運行トラブルを招けば往来危険罪、業務妨害罪（刑法）に問われる可能性もある。
このような場所の中には、元々は近隣住民が利用していた生活道路が後から建設された線路によって分断された歴史的経緯が存在する例もある。鉄道事業者側としてはあくまで線路内立ち入りを黙認しているという扱いで、線路内に立ち入らないよう注意書き看板などを設置している。往来が増加するなど鉄道事業者が危険と判断すればこれまで黙認されていた場合でも警察当局への通報ならびに検挙がなされるリスクが存在する。踏切ではないので踏み板などもないが、鉄道事業者によっては非公認を前提としつつ踏み板を設置した例がある。フェンスで線路への立ち入りを防ぐ対策もあるが、費用負担が大きいうえ、住民の反発を受けることもある。江ノ電は折衷案として、津波からの避難時など非常時に開けられる錠付き扉を設置した。
また、このような場所を正式に踏切にすることは踏切を新設することになり、交通量が多い場合などは鉄道に関する技術上の基準を定める省令39条に抵触する可能性がある。このため、複線化などの改良工事の際に閉鎖（横断不能化）されることもある。一方、「勝手踏切」状態だった場所に踏切が新設されることもあり、氷見線における義経岩アクセスを目的とした歩行者用踏切「義経岩踏切」等が挙げられる。

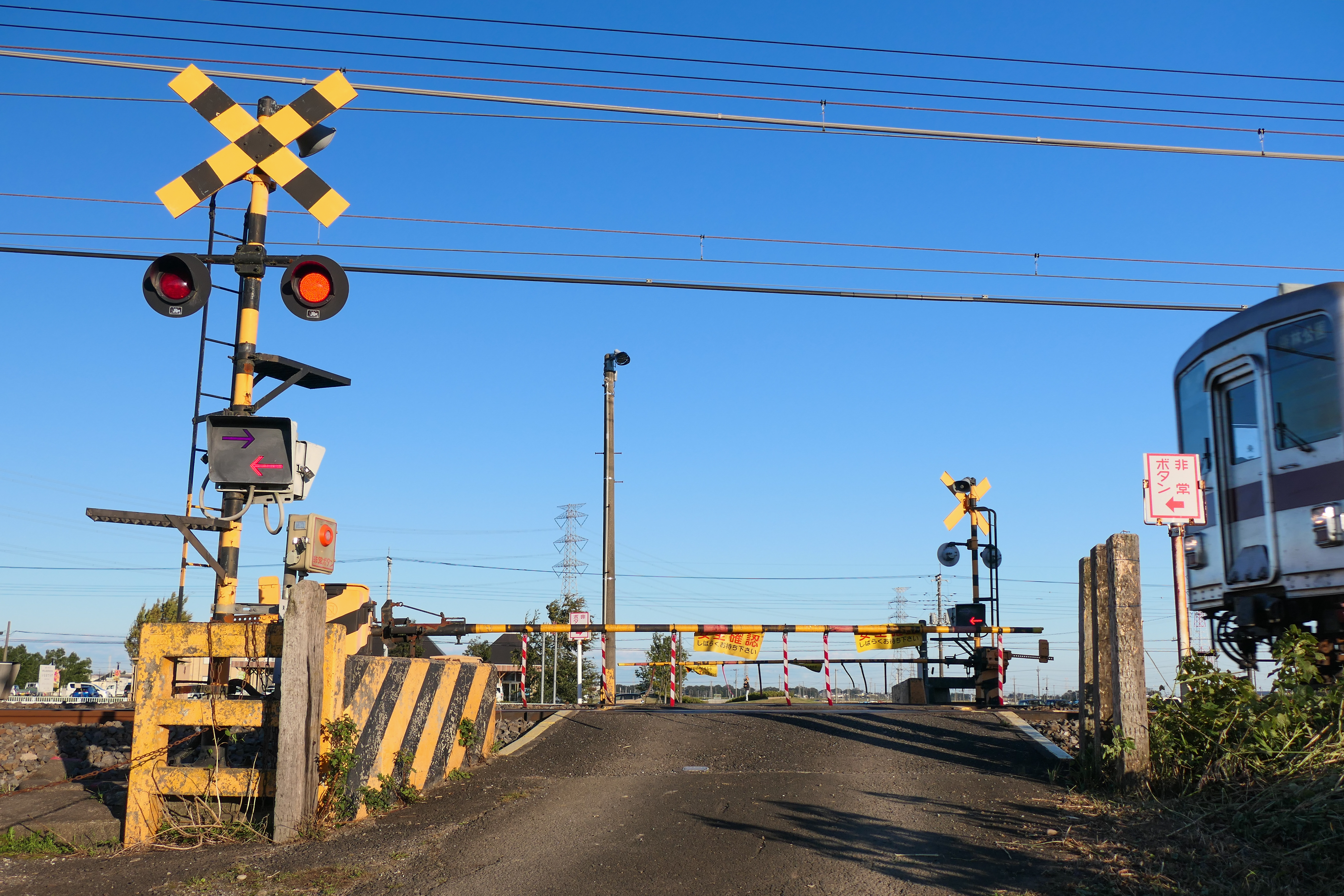
第1種甲踏切（東武東上本線 東第244号踏切道）
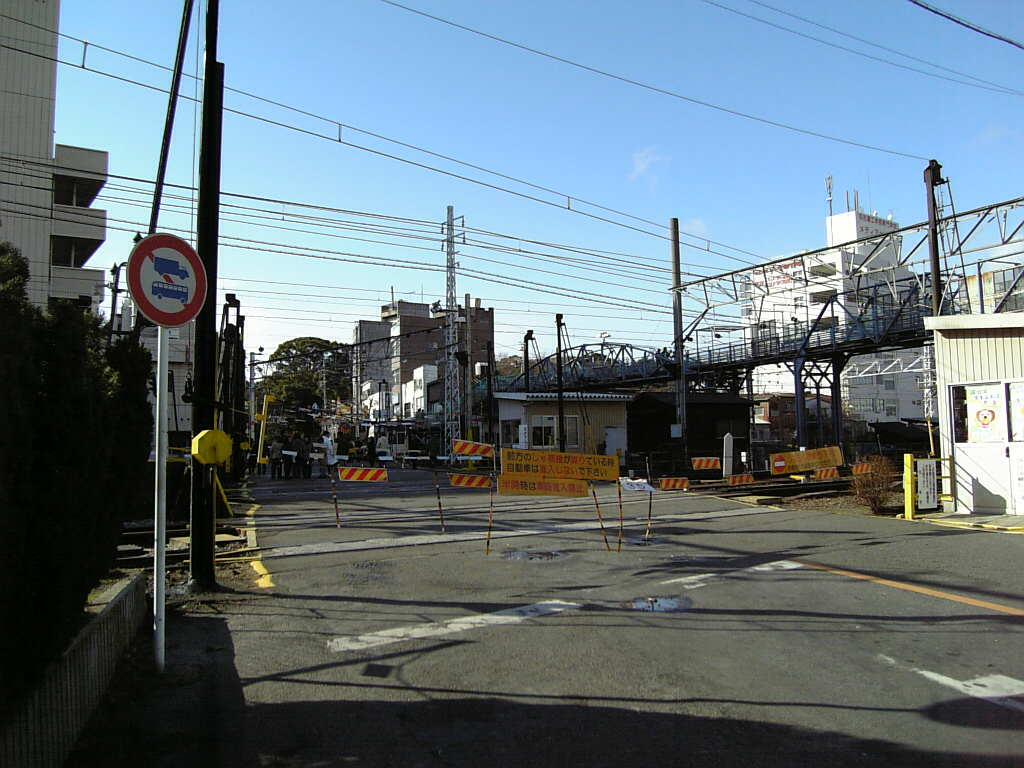
第1種手動踏切（名鉄名古屋本線・神宮前1号踏切）：2012年7月1日午前0時をもって廃止済み。
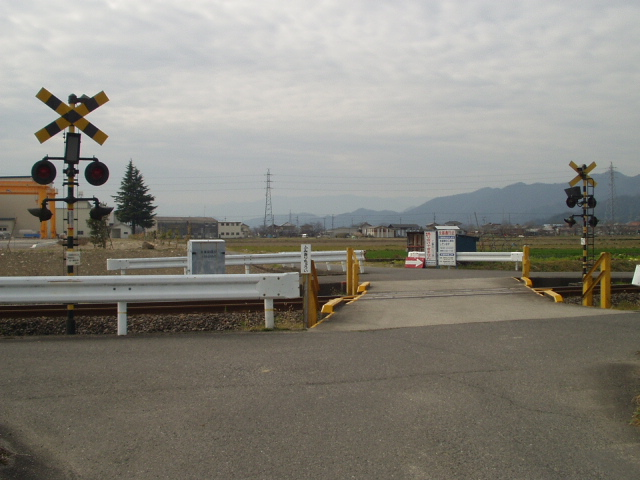
第3種踏切（樽見鉄道樽見線 本巣南踏切）：2023年6月現在は第1種化
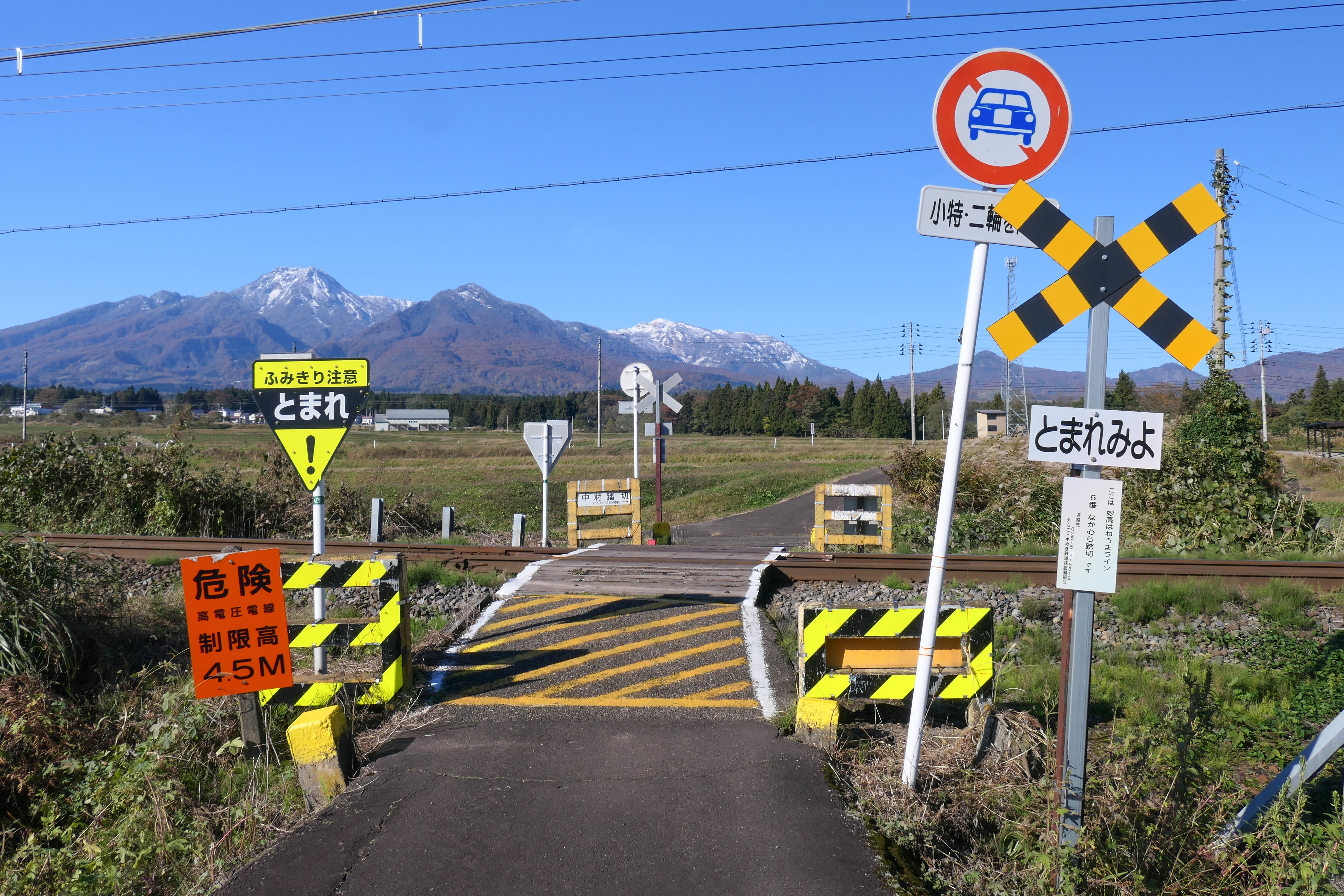
第4種踏切（えちごトキめき鉄道妙高はねうまライン 6番なかむら踏切）
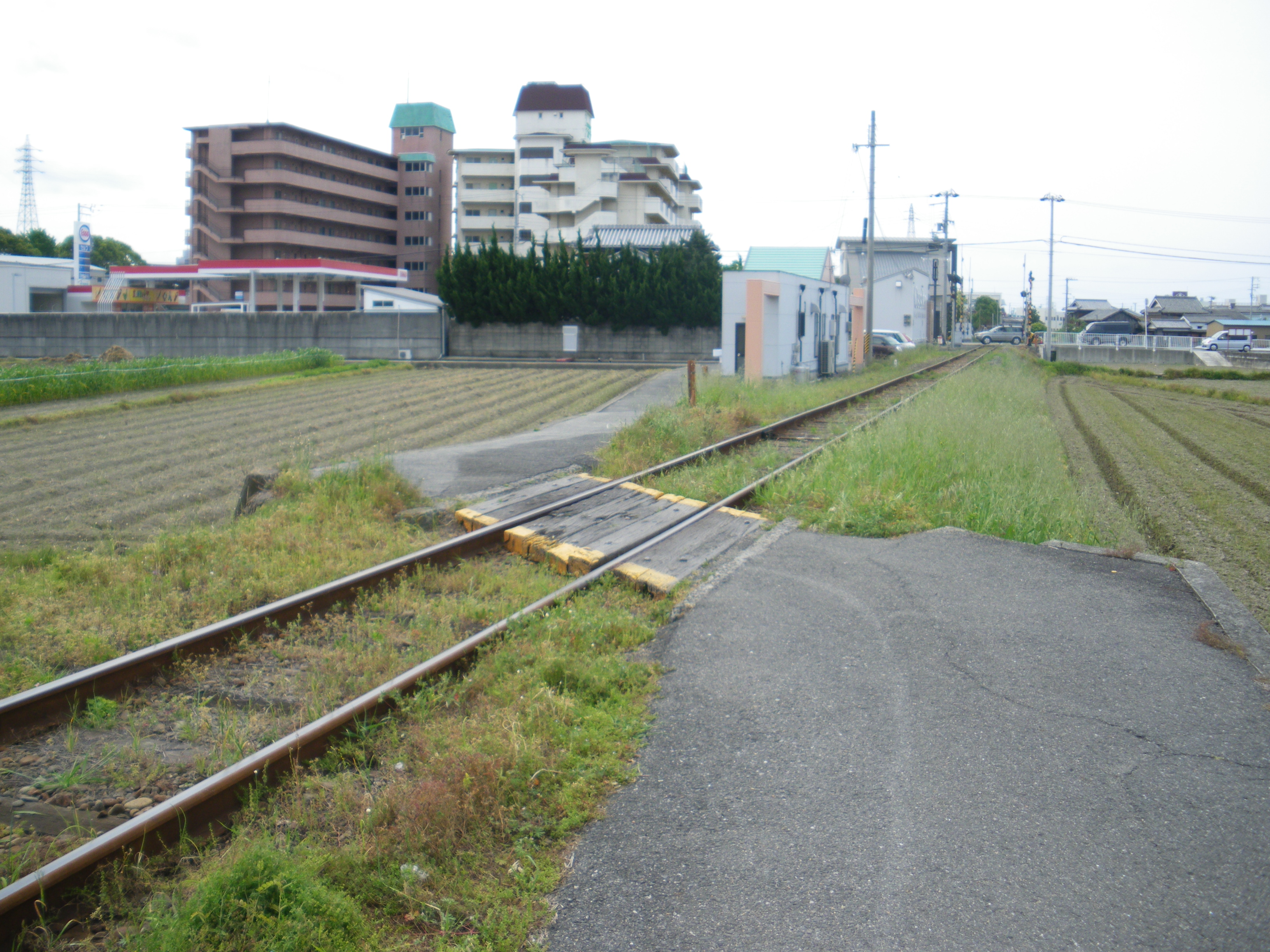
紀州鉄道 学門駅近くの踏切。遮断機や警報機は無く、標識も設置されていないが、踏み板はある。

### 踏切における道路交通

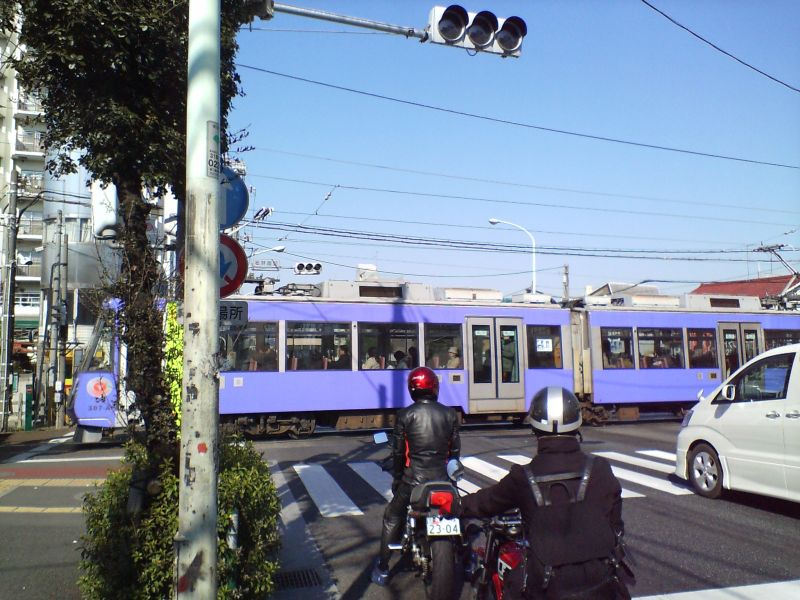
道路信号機付きの踏切（東急世田谷線の若林踏切）

日本の道路交通法では、自動車用の信号機付きの踏切（いわゆる踏切信号）で青信号が表示されている場合を除き、踏切の種類や列車の運行時間に関係なく、踏切手前での一時停止と安全確認が義務付けられている（第33条第1項）。その際、窓開けについては義務ではないにもかかわらず、運転免許試験では窓開けをしないと減点対象となる。遮断機・警報機付きであっても例外でないのは、遮断機や警報機が故障している可能性があるためとされている。後述のように、近年でも落雷などによる突発的な故障例がある。また、保線などに使用される保守用車は、信号機や踏切に無用な影響を与えないようにするため絶縁車輪を用いている関係で軌道回路で検知できず、除雪車など一部を除き線路上を走行しても遮断機・警報機が作動しないようにしている（詳しくは「線路閉鎖」「モーターカー」を参照）。

### 踏切における歩道・点字ブロック
車道と併用の踏切道の両端は歩道であるが、視覚障害者向けの点字ブロックは踏切手前までしかないことが多く、それが原因の可能性がある列車に轢かれての死亡事故も発生している。赤外線などを利用した障害物検知装置（障検）は自動車の立ち往生を想定しており、動いている人は光を遮る時間が短いため検知しない。しかし山陽電気鉄道が2021年7月から、人に特化して検知する仕組みの障害物検知装置を開発し導入した。

### ケーブルカーの踏切
ケーブルカーのうち、近鉄生駒鋼索線と近鉄西信貴鋼索線では踏切が設置されており、中には自動車が走行可能な踏切もある。なお、踏切部分のケーブルは露出したままとなっている。

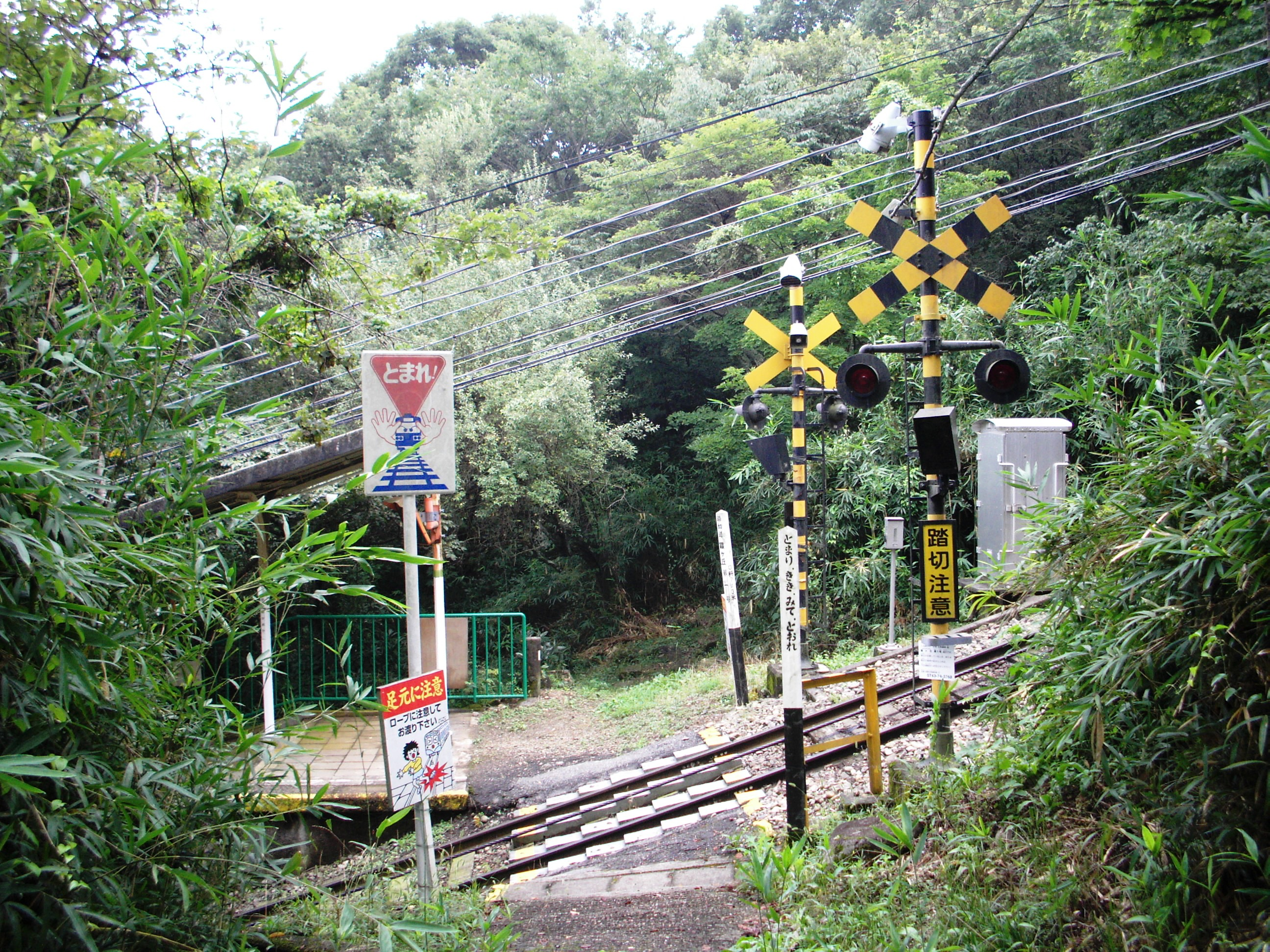
近鉄生駒鋼索線（山上線）霞ヶ丘1号踏切。
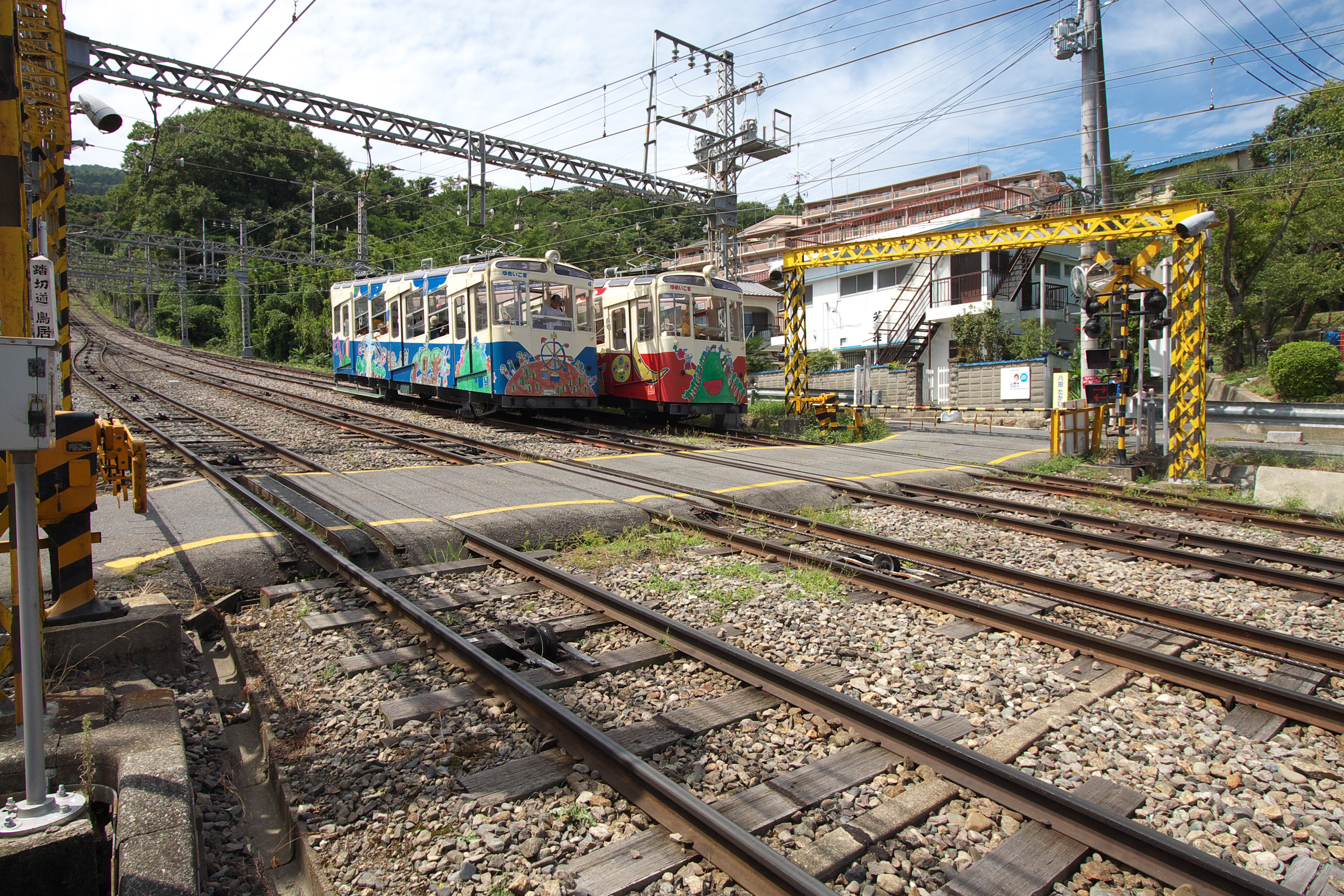
同（宝山寺線）鳥居前3号踏切。普通自動車も通行可能。

### 構内踏切
鉄道事業者による定義では、停車場構内にある道路と交差する踏切を指す。自動車が通過できる構内踏切も多数存在する。構内にあるため、列車通過以外に過走防護や入換車両のために遮断される回数が多く、開かずの踏切になりやすい傾向がある。
地上駅の構内で駅舎やホーム間を行き来するために設けられた通路に存在する警報機などの存在する箇所を（一般的な呼称であり厳密には上記定義に該当しないが）構内踏切、もしくは渡線道、構内通路、旅客通路と称する場合もある。しかしあくまでも道路交通との交点ではなく（したがって踏切ではなく）、運輸局への届け出上では渡線路となっているのが通例である。
また、ホームの設備として“列車がきます”の表示灯と警報音を備えた機械があるだけで、遮断機や渡線路を持たない第3種に近いものもあるが、これも構内踏切の一種となっている。
列車通過の際に通路が遮断されることによって発車時刻直前になって改札を行っても目的の列車に乗車出来なくなる恐れが高くなるため、跨線橋や地下道の整備、駅舎の橋上化や高架化などを行う事でこのような渡線路は減少傾向にある。しかし、地方の駅ではバリアフリー化のため京福電気鉄道嵐山本線（嵐電）帷子ノ辻駅や伊予鉄道高浜線古町駅、JR九州肥薩線人吉駅、日豊本線川南駅のように構内踏切を復活させた事例もある。
国鉄が設置した構内踏切においては、駅目の前の道路上の踏切の警報音が列車接近を知らせる役目も兼ねている関係上、道路上の踏切よりも警報音が低めに設定されている。これは、JRグループが新規に設置した鉄道駅の一部や、国鉄やJRの路線を引き継いだ第3セクター鉄道の駅にも同様のものがそのまま使われている。
また、東京都区部でも柴又駅（京成金町線）、亀戸水神駅（東武亀戸線）など、下町の一部の路線で用いられている場合がある。

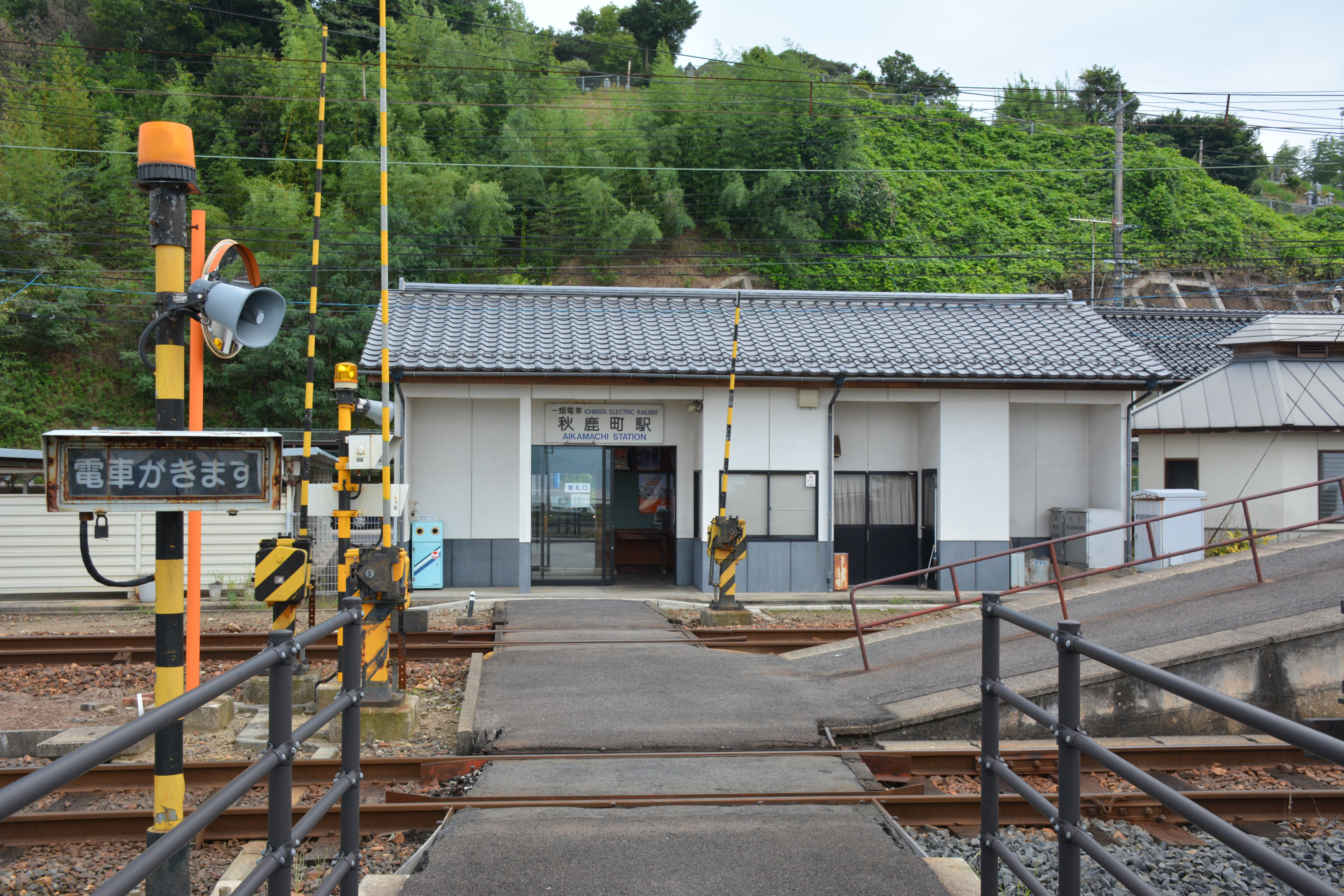
秋鹿町駅の遮断機付きの構内踏切
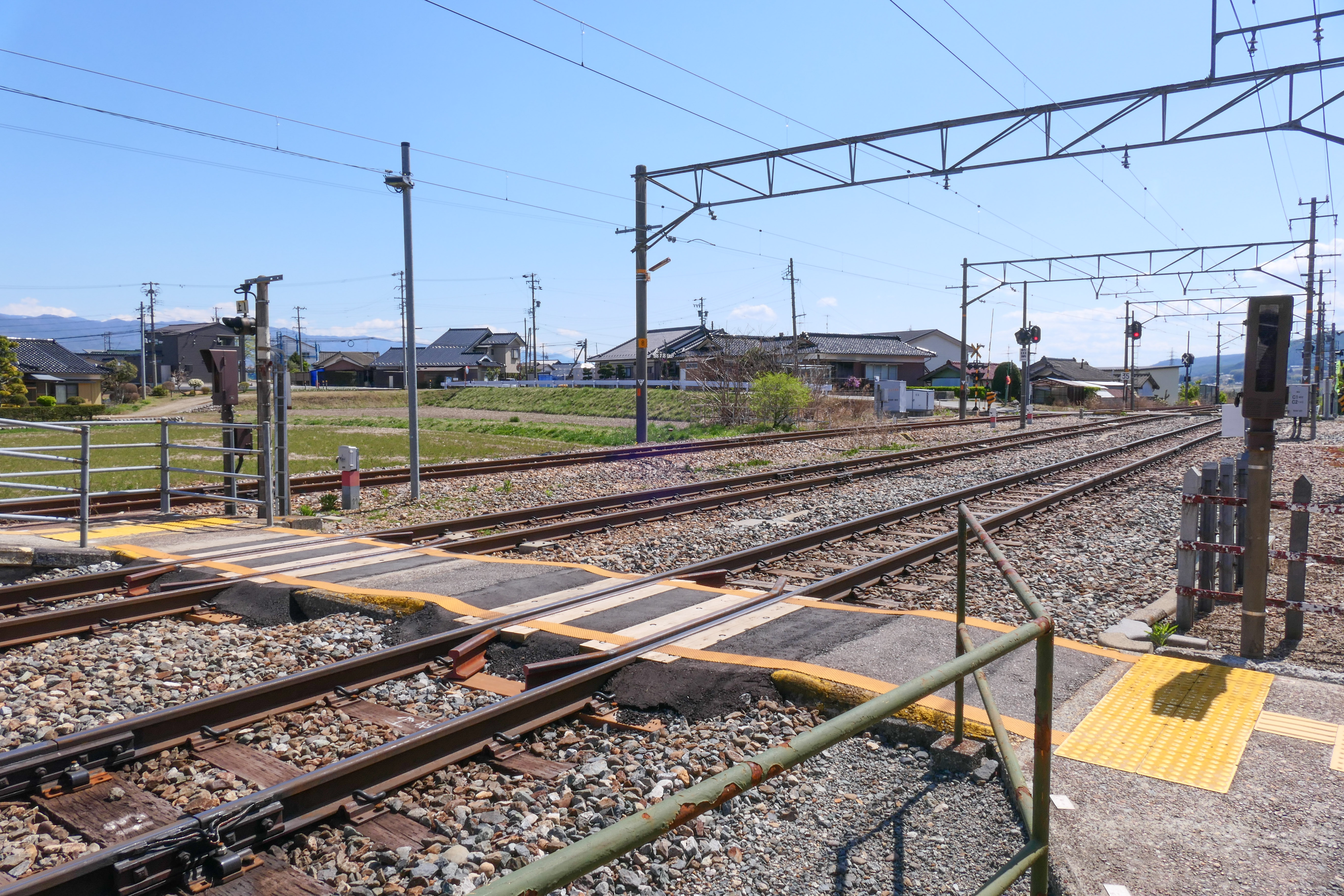
七久保駅の構内踏切（渡線路）
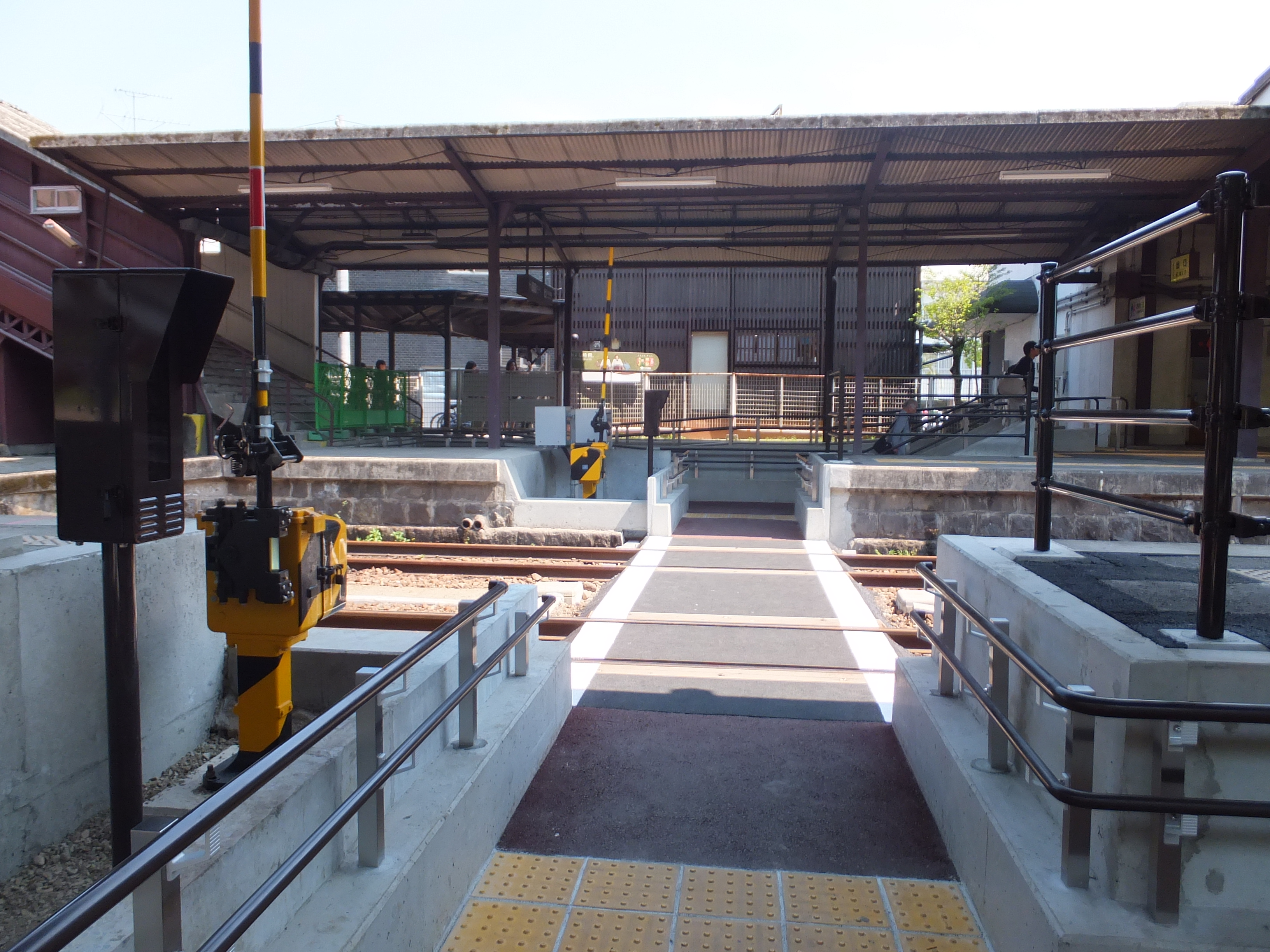
肥薩線人吉駅に新設された構内踏切

### 踏切の位置・数の管理方法
以下のいずれかが使用されている。これらの名称または番号は、踏切に記されている事が多い。番号を使う方式の場合、踏切が廃止されても番号は詰められず、欠番のままとなる。また、名前の由来となった事象が消滅した場合（町名変更など）も、基本的に名前の変更は行われない。
- それぞれの踏切に固有名詞を付ける

例えば「中央通り踏切」「住吉踏切」「鈴木家踏切」など。
国鉄とそれを継承したJR各社の約半数に見られる。私鉄では地方私鉄によく見られるが、大手私鉄では京阪・阪急・阪神がこの方式。準大手私鉄で阪神・阪急と路線の繋がっている山陽電気鉄道もこの方式である。
- 始発駅から終着駅まで1・2・3…と番号を割り振る

このため近年に開業した踏切の少ない路線でない限り番号は増え続け、100位や長大路線では1000位もある。
こちらも国鉄・JR各社の約半数に見られるほか、大手私鉄では東武鉄道がこの例である。
- 駅を過ぎるごとに番号を1からリセットする

例えば始発駅をA駅とすると、A駅1号踏切、A駅2号踏切、A駅3号踏切…次のB駅を通るとB駅1号踏切、B駅2号踏切…という具合である。通称としては、B駅から始発駅方向に数えてB駅逆1号、B駅逆2号という数え方も存在する。A駅から数えて4つ目で、B駅から数えて2つ目の踏切なら、A駅4号踏切だが、通称としてB駅逆2号踏切とも呼ばれることがある。この方式の場合も、後から駅が追加になった場合やホームが移転した場合でも踏切名は基本的に変更されない（A駅とB駅の間にC駅ができても、CB駅間の踏切はA駅○号となる）。構内踏切は番号を付けず「構」の字などで区別する会社が多い。また土地区画整理事業などによる道路の付け替えで、既存の踏切間に踏切が新設された場合、枝番号を付けて区別する例もある。
こちらも私鉄に多い。大手私鉄の大多数はこの方式。
- 名称も数も付けない

踏切の数が非常に少ない会社の場合。
例としては東京地下鉄（東京メトロ）など。

### 踏切の弊害

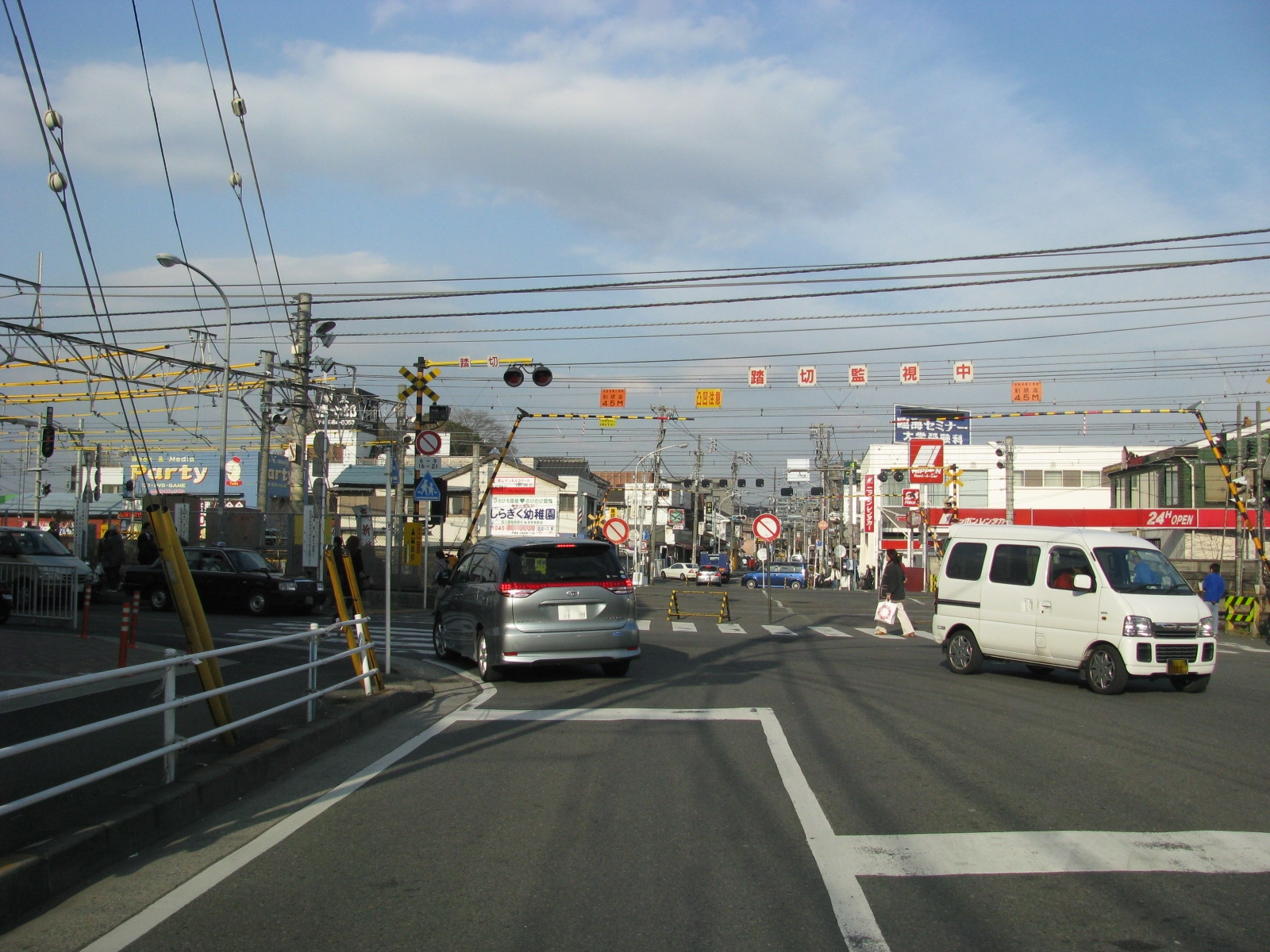
戸塚駅脇の国道1号東海道踏切（通称 戸塚大踏切、2015年3月廃止）。
朝夕は車両通行止となり、戸塚道路などに迂回が必要であった。アンダーパスが建設されたため廃止。

踏切は鉄道車両と自動車、自転車、歩行者がともに通過・進入して交通が錯綜することから鉄道事故が起こりやすく、交通渋滞の原因ともなる。事故については、列車の接近を認識しながら無理な横断を図った場合以外に、イヤホンで音楽を聴き入っていたことなどによる不注意、歩行や視覚・聴覚に障害があるケースなど様態は様々である。国土交通省によると、第3種・第4種踏切での事故は100カ所あたり0.94件で、第1種の1.4倍に達する。運輸安全委員会は2014年度以降、死亡者が出た踏切事故の全件で現場調査・分析を行っている。その度に報告書で対策を求めているが、第1種への改修は特に中小私鉄やローカル鉄道事業者にとって費用負担が重く、立体交差化は自治体の費用負担が重く、踏切の廃止（横断不能化）は上記「事実上の踏切」と同様に周辺住民からの反対が強く、あまり進んでいない。
また特に大都市圏において列車本数や線路数が多い踏切では、朝ラッシュ時など時間帯によっては（ダイヤが乱れた場合も含む）、開いている時間が閉まっている時間よりも短く（1時間に数分しか開いていない踏切もある）、開かずの踏切となってしまっているものもある。そのため、特に交通量の多い箇所を中心に、道路や鉄道の高架化または地下化を目的とした連続立体交差事業によって踏切の除去が進められている。なお、踏切が開いている時間は、列車がわずか数秒遅れる程度でも開かなくなることがある（対向列車及び同一方向の列車間隔が主な理由）。また、遮断機が故障して上がらなくなることで、道路交通に支障が生じるケースもある。一方で、遮断機が下りないまま列車が踏切に進入する事案も発生することがあり、高松琴平電気鉄道長尾線で2023年4月に発生した件では、過去2年以内に類似の事例が4件発生していたことも鑑み、国土交通省四国運輸局が改善を指示している。2024年9月19日に徳島県美波町の牟岐線の踏切で、踏切障害物検知装置の交換作業を行った際、四国旅客鉄道（JR四国）社員が踏切が作動しないよう設定変更を実施したが、作業が遅延し、再び作動するよう設定を変更する作業にも手間取り、これにより遮断機が下りないまま列車が通過するトラブルを引き起こすこととなった。
産経新聞が2024年4月21日に、国土交通省からの情報公開に基き伝えたところによると、遮断機が下りないまま列車が通過した事例が、2020年から2022年までの3年間に亘り、19道府県で32件確認されたことが明らかとなっている。遮断機が作動しないまま列車が通過することは、重大事故に繋がりかねないため、国土交通省は、各鉄道事業者に対し対策を求めたいとしている。
更に、渋滞原因の一つである自動車の踏切一時停止義務も、日本国外では警報機・遮断機つき（国によっては警報機のみの場合も）の場合はほとんど規制されていない。そのため、国会でも、度々、一時停止の規制について論議されてきた。2000年8月9日に秩父鉄道において、落雷により警報機が故障した踏切で電車と踏切に進入した自動車との事故が発生した。踏切信号機を設置した踏切で青信号が表示されている場合は一時停止が不要なため、交通量の多い一部の踏切では踏切信号機を設置し、一時停止義務をなくして交通の円滑化が図られている。しかし、これにも弊害があり、踏切部分の道床の劣化が早まってしまう場合がある。福島交通飯坂線平野踏切では、交差する国道13号を重量のある大型車両が絶えず高速で通過するため、想定を超える道床からの打ち返しにより、レールの金属疲労が大きくなり、レールが破断する事態となった。
その上、その踏切が線路の曲線上に存在する場合、カントにより道路側に段差が生ずる。このような線路を複数またぐ踏切ともなれば路面が洗濯板状となってしまう。そのため『交通バラエティ 日本の歩きかた』で取り上げられた例においては段差を越える際の振動により「自転車のカゴから荷物が落ちる」「積み荷が破損する」、段差そのものにより「自動車の底部や路面に傷ができる」「（開かずの踏切だった場合に急いで通過しようとして）バランスを崩したりローライダーの如くクルマが跳ねたりする」といった弊害が発生していた。
道路法および鉄道に関する技術上の基準を定める省令に道路と鉄道が交差する場合は原則として立体交差としなければならないと定められているため、新幹線（ミニ新幹線と東海旅客鉄道浜松工場への引込線を除く）や武蔵野線や湖西線など、モータリゼーションによる道路整備が進んだ後に新規に開業した多くの路線では、道路との交差地点は全て立体交差とし、踏切を設けていない。例外的に踏切の新設が認められる場合として、停車場に近接した場所で道路と交差する場合において、立体交差になることで道路又は鉄道の効用が著しく阻害される場合などが道路法施行令で定められており、新設路線でも既設路線との接続駅付近に踏切が設置されている場合がある。「立体交差」も参照。

### 災害時の踏切
また、大地震発生時において、地震によって踏切の遮断機が上がらなくなり、避難行動や緊急自動車の走行に支障を生じるケースもあり、東北地方太平洋沖地震（東日本大震災）や大阪府北部地震などで問題となった。いずれのケースも、鉄道事業者側が設備の安全確認に追われる余り、遮断機を手動で昇降させる要員が足りなかったためとされる。
こうした事態を防ぐため、遮断機を上げて道路交通を再開させる手順を鉄道事業者と道路管理者である自治体などがあらかじめ定めておく「災害時指定踏切」制度が2021年4月に創設され、同年6月30日に国土交通省が181カ所を指定した。

### 併用軌道としての踏切
東急世田谷線の若林踏切（西太子堂5号踏切)は2012年度まで第4種踏切であったが、同年度に軌道法上の併用軌道扱いに変更されている。あくまで法規上の取り扱いを併用軌道としただけで、踏切名称や環七通りの交差点名称、信号制御方法は変更されていない。

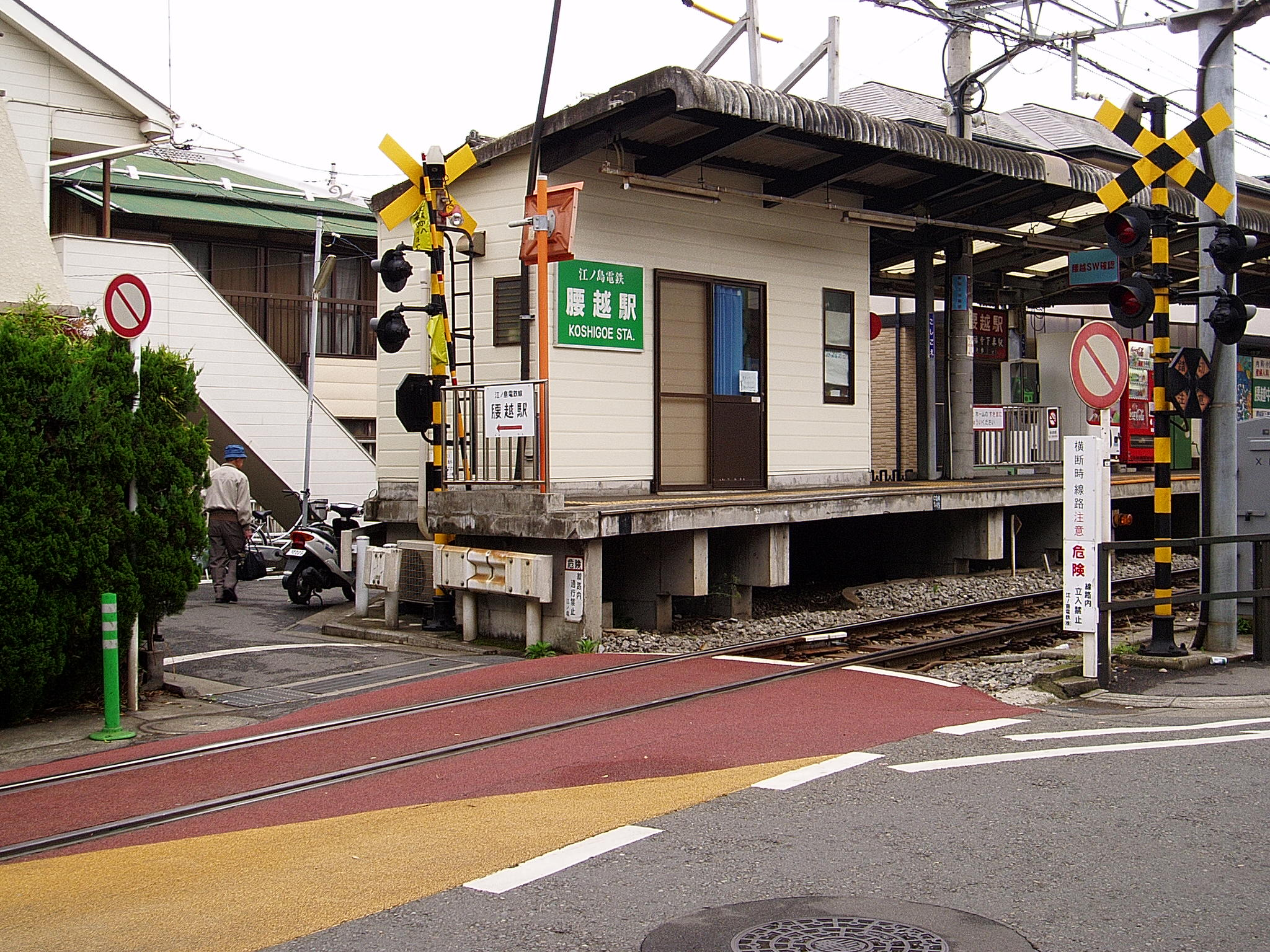
併用軌道に乗り入れる場所にあるため、ホーム側にしか遮断機がない（江ノ電腰越駅脇）。

また、特殊な踏切の例として、鉄道事業者が併用軌道を設けている場合、長大な踏切として扱われるという解説がよく言われるが、それは事実ではない。鉄道事業者側が監督官庁に対して、敷設許可申請を行い、それに対しが許可が与えられる。その後、道路管理者の道路占用許可を別途受けている。その道路占用許可は道路法施行令第9条の定めにより10年以内の期限を定めて許可されるため、線路が維持される限り期限の更新を受けている。
なお、併用軌道は走行速度が低く設定されている場合が多く、ダイヤの設定の上で障害にもなっている。さらに道路の交通量が増加し車の渋滞や、車と鉄道車両との接触事故の問題などから、現在では普通鉄道の列車が併用軌道を走る区間はほぼ消滅している。
しかしながら、江ノ島電鉄線、熊本電気鉄道藤崎線では依然としてこの形態が残っている。この両者は当初軌道法に準ずる軌道路線で敷設された後、地方鉄道法に準ずる鉄道路線に切り替えたためにこの形態となったものである。

### 日本の無踏切の鉄道路線
JR新幹線
ミニ新幹線区間を除く全線
JR在来線
湖西線、海峡線、京葉線、武蔵野線、根岸線、大阪環状線、JR東西線、本四備讃線、博多南線、なにわ筋線（予定）
モノレール、AGT
全線。跨座式モノレールなどは構造上道路と同一面で交差することが困難。
地下鉄、リニア地下鉄、第三軌条方式路線
全線
私鉄と第3セクター
首都圏新都市鉄道つくばエクスプレス、東京臨海高速鉄道りんかい線、京成東成田線、京成千原線、東武大師線、西武有楽町線、京王相模原線、小田急多摩線、東葉高速鉄道東葉高速線、相鉄いずみ野線、相鉄新横浜線、東急田園都市線、東急新横浜線、埼玉高速鉄道線、横浜高速鉄道みなとみらい線、名鉄空港線、JR東海交通事業城北線、名古屋臨海高速鉄道あおなみ線、近鉄鳥羽線、近鉄難波線、南海空港線、京阪鴨東線、京阪中之島線、阪急神戸高速線、阪神神戸高速線、能勢電鉄日生線、神戸電鉄公園都市線、神戸電鉄神戸高速線など
踏切が他路線と接続する起終点駅または途中駅付近にしか存在せず、ほぼ全区間踏切なしの路線
山手線、鹿島線、おおさか東線、関西空港線、宮崎空港線、仙台空港鉄道仙台空港線、鹿島臨海鉄道大洗鹿島線、野岩鉄道会津鬼怒川線、北総鉄道北総線、京成成田空港線、南海泉北線、智頭急行智頭線、北越急行ほくほく線など

## 鉄道以外での踏切
小規模の飛行場や運河の可動橋でも鉄道用の踏切警報機・遮断機を設置している場合がある。
変わり種としては山口県宇部市にある宇部伊佐専用道路と一般道路が交差する部分に鉄道用の踏切警報機・遮断機を設置しており、一般車両が専用道路を通過する大型トレーラーを通過待ちする光景が見られる。また、鉄道用の遮断機が設置されているものは、バス専用道路に例がある。
また、道路を遮断する交通機関が鉄道ではない踏切も存在する。ジブラルタル国際空港では、飛行機対道路で踏切が設置されている。かつてはロンドン・ヒースロー空港にも存在したほか、日本国内でも2004年に廃港となった群馬県の大西飛行場には、滑走路中央付近を横断する道路に対して踏切が設置されていた。

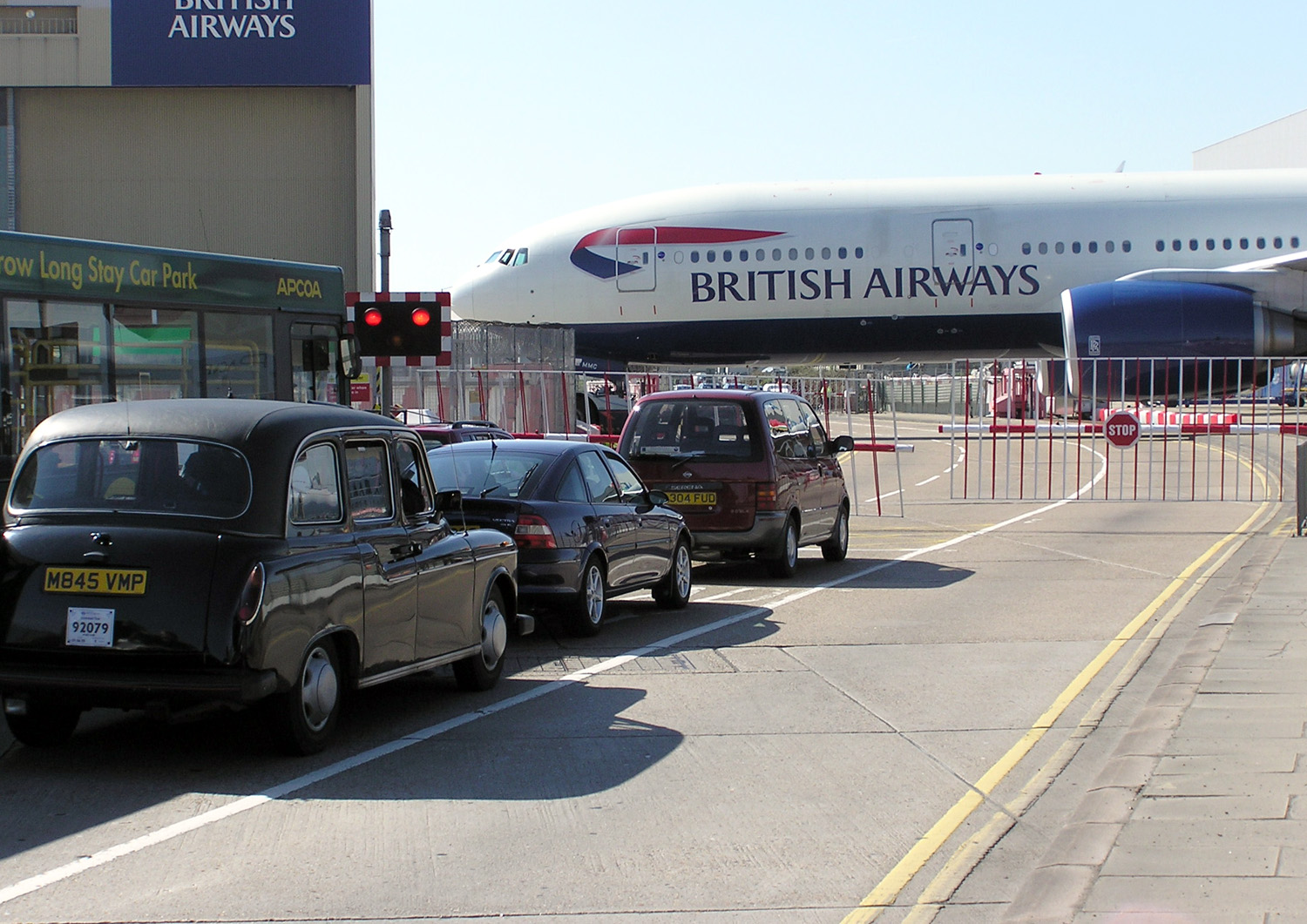
かつてロンドン・ヒースロー空港に存在した踏切
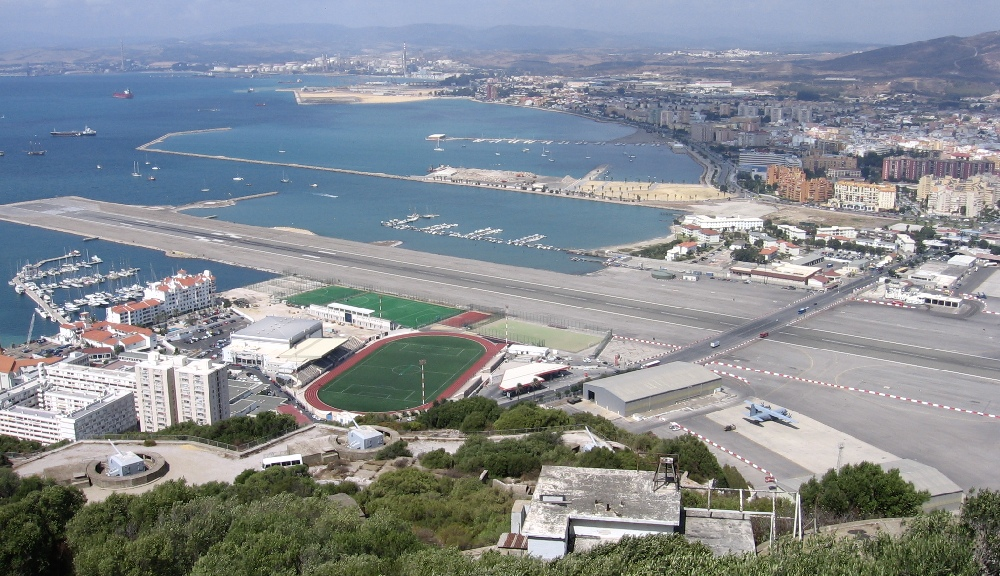
ジブラルタル国際空港にある踏切
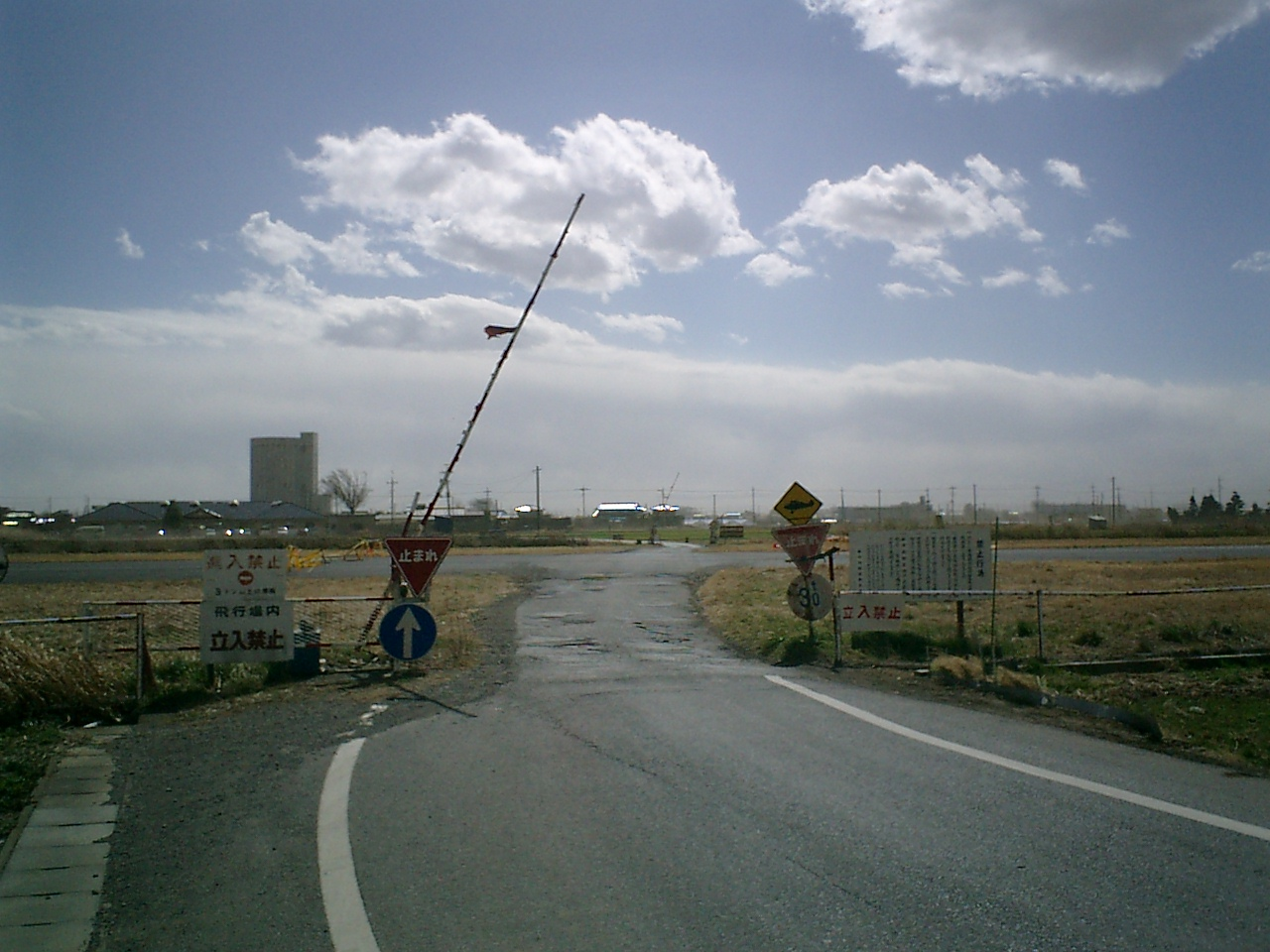
大西飛行場にあった踏切
宇部伊佐専用道路と一般道路が交差する部分の踏切

## 動物の衝突事故防止用の踏切
列車と動物の接触事故防止を目的とした踏切。全国で列車とシカが接触する事故は2014年度は5,000件に増加したとされる。
日本の近鉄においても、シカの衝突が2015年には288件に達し、接触防止策を数々試すも効果が上がらなかったことから、2016年5月16日より動物との接触事故防止設備を「シカ踏切」の名称で導入した。
シカ踏切は線路周辺に侵入防止ネットを張ったところのうち、獣道（シカ道）に通じる箇所だけネットを張らずにシカが通れるようにしておき、列車運行がある時間帯にのみシカの嫌う超音波を発信し、発信中は線路へのシカの侵入を抑制する。これによりシカとの衝突は導入直前の前は年平均10件以上あったものが年2件以下に激減した。
列車運行がない時間帯は超音波を止めることでシカは線路を侵入・横断できるので、「シカに優しい踏切」と呼ばれている。
なお、「シカ踏切」の名称は近鉄による登録商標となっている（登録番号第5970300号。2017年8月4日登録）。